# Baroque napolitain

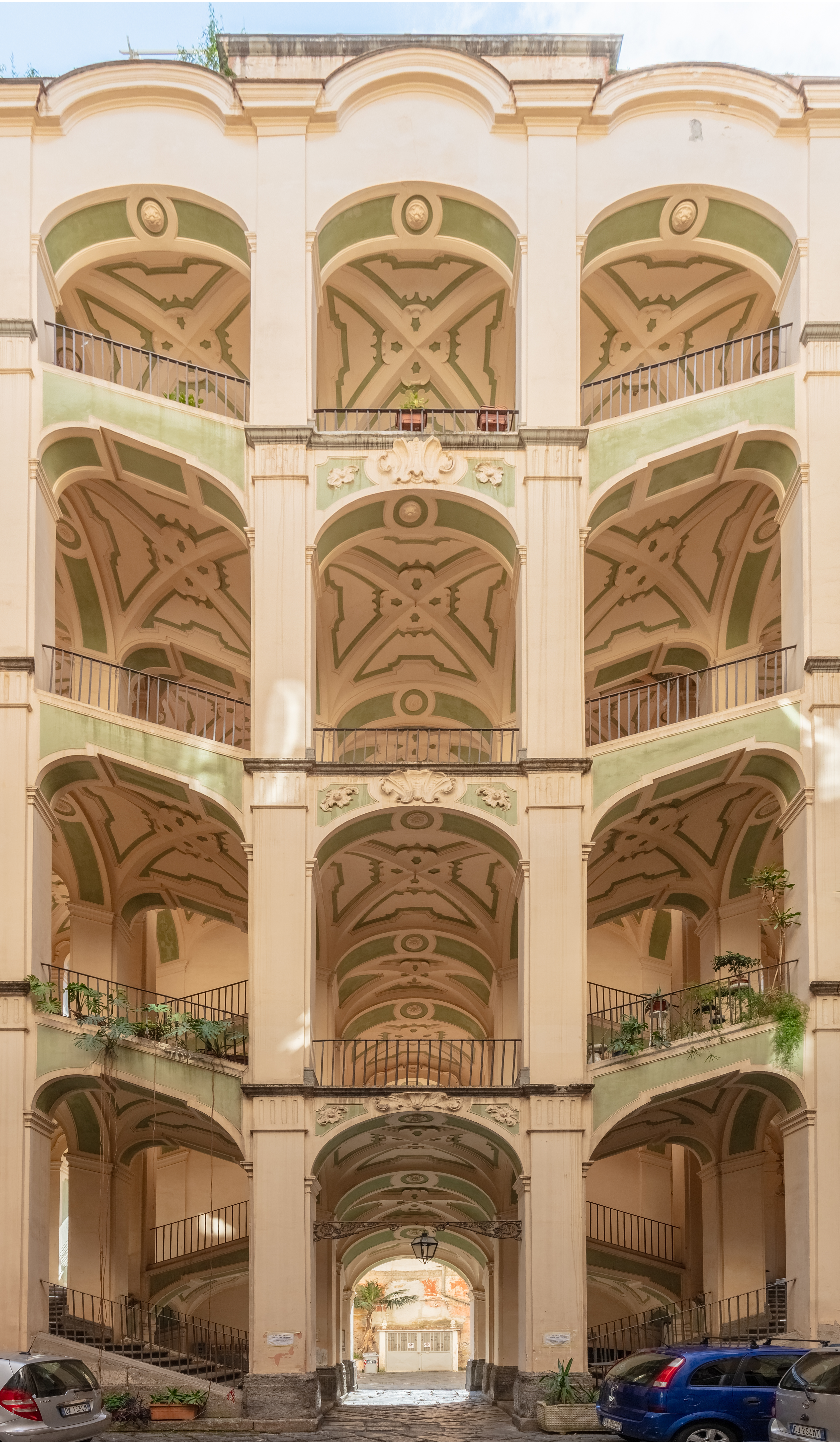
Escalier napolitain typique au Palazzo dello Spagnolo (Ferdinando Sanfelice).

Le baroque napolitain est une forme artistique et architecturale qui se développe au XVIIe siècle et dans la première moitié du XVIIIe siècle à Naples. Il est reconnaissable à ses décorations flamboyantes de marbre et de stuc, caractéristiques des structures du bâtiment. En particulier, le baroque napolitain s'épanouit au milieu du XVIIe siècle avec les œuvres de plusieurs architectes locaux hautement qualifiés et se termine au milieu du siècle suivant, avec l'arrivée des architectes néoclassiques.
Au XVIIIe siècle, le baroque atteint son apogée avec une architecture influencée par le rococo et le baroque autrichien, donnant lieu à un mélange qui donne naissance à des bâtiments de grande valeur artistique.
Ce style, qui s'est développé en Campanie et dans le Sud du Latium (où a été construite l'abbaye du Mont-Cassin, qui est un exemple de l'architecture baroque napolitaine en dehors de Naples) n'a attiré l'attention de la critique internationale qu'au XXe siècle, que grâce au livre d'Anthony Blunt Neapolitan Baroque and Rococo Architecture.

## Caractéristiques du baroque napolitain

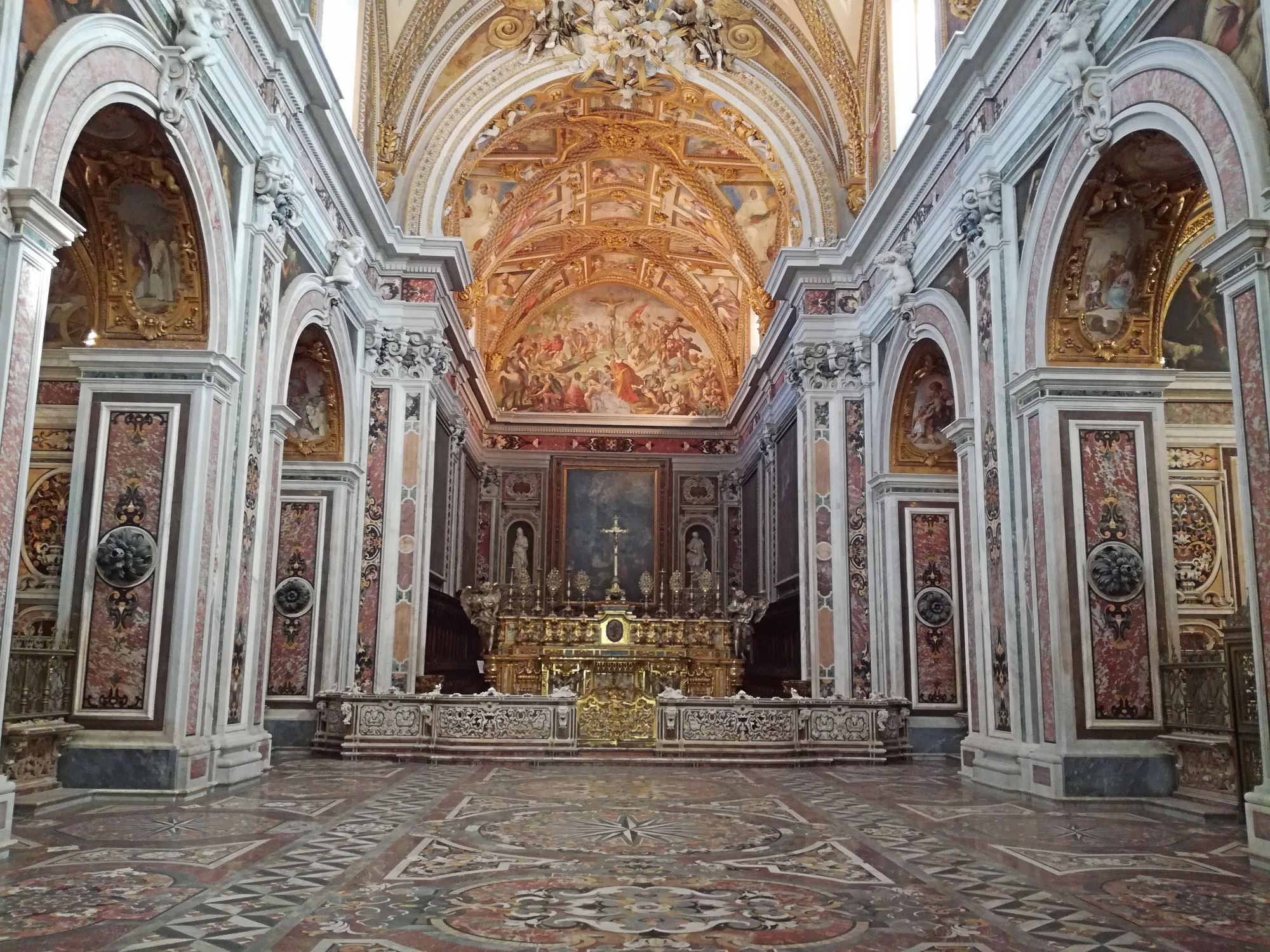
Chartreuse San Martino, église

L'architecture baroque se développe à Rome au début du XVIIe siècle, sous l'influence de l'héritage culturel de Michel-Ange et des œuvres de Carlo Maderno et d'autres. Les exigences dictées par la Contre-Réforme conduisent à la création d'un style ayant tendance à exalter le caractère central de l'Église catholique, mais aussi capable d'exprimer les frivolités de la vie temporelle et la nouvelle philosophie scientifique de Copernic et de Galilée repoussant les frontières de la connaissance, et en faisant allusion à la vie comme à un rêve, comme on peut le percevoir dans les œuvres de Shakespeare et Calderón et dans la philosophie de Descartes.
Les caractéristiques essentielles de l'architecture baroque sont des lignes courbes, tortueuses, parfois avec des motifs très complexes, tendant à être presque indéchiffrables. En outre, un fort sentiment de théâtralité incite l'artiste à l'exubérance décorative, combinant la peinture, la sculpture et le stuc dans la composition spatiale en soulignant le tout au moyen de jeux suggestifs d'ombres et de lumières.
Les caractéristiques du baroque romain franchissent bientôt les frontières de la Ville éternelle. À Naples, les thèmes baroques, combinés à ceux du maniérisme toscan, influencée en particulier dans les trois premières décennies du XVIIe siècle, avec l'arrivée d'architecte étrangers à la formation locale, parmi lesquels il faut citer Giovanni Antonio Dosio, le Ferrarais Bartolomeo Picchiatti et le théatin Francesco Grimaldi, originaire d'Oppido Lucano et formé à Rome. On attribue à Dosio quelques œuvres telles que l'église des Girolamini, la chartreuse San Martino, qui sont des réinterprétations du maniérisme tardif de la Renaissance toscane. Picchiatti semble plutôt être lié au goût du premier baroque romain, tandis que Grimaldi fait partie du groupe des architectes religieux de même que d'autres architectes de l'époque, tels que le dominicain Giuseppe Nuvolo et le jésuite Giuseppe Valeriano. Grimaldi, après avoir mené à bien diverses expériences à Rome, est chargé de concevoir la basilique Santa Maria degli Angeli a Pizzofalcone et la Cappella del Tesoro di San Gennaro de la cathédrale Notre-Dame-de-l'Assomption de Naples, où la décoration baroque est appliquée sur des infrastructures toujours classiques.
Cependant, la personnalité qui émerge du siècle est Cosimo Fanzago. Lombard de naissance, il s'établit dans la deuxième décennie du XVIIe siècle à Naples, où il conçoit beaucoup d’œuvres sculpturales et architecturales comme des édifices religieux, civils et des décorations intérieures d'églises en marbres polychromes et en marqueterie de marbre.
Le XVIIIe siècle voit Antonio Canevari, Domenico Antonio Vaccaro, Ferdinando Sanfelice, Nicola Tagliacozzi Canale et beaucoup d'autres, qui ont changé manière irrésistible le visage de la ville.
Les architectes étaient chargés de remanier les bâtiments existants et de créer des œuvres sur des parcelles de terrain qui n'étaient pas particulièrement étendues à l'intérieur des murs de la ville. Les œuvres devaient respecter certaines contraintes lors de la construction, de sorte que, dans les constructions de la Naples baroque, il est possible d'identifier une série de caractéristiques standards, en tout premier lieu en ce qui concerne les édifices religieux :
1. Les façades des églises ont presque toujours une forme rectiligne et, souvent, ne respectent pas l'orientation de la nef, les façades ne sont pas particulièrement aérienne pour lier les façades des bâtiments adjacents. Des lésènes sont présentes pour donner de la discontinuité et du rythme à la masse des murs et sont parfois accompagnées par des niches. Certaines églises possèdent des devantures plus complexes, comme des doubles façades.
2. Les schémas privilégiés comportent un plan central inscrit dans un carré afin de ne pas prendre d'espace pour la construction d'autres bâtiments. Cependant, bien souvent, les plans sont en croix latine et en moindre mesure en croix grecques ou elliptiques. Au XVIIIe siècle, on peut observer la présence de formes plus libres et inhabituelles, telle que l'église de l'Immaculée-Conception-de-Montecalvario, où la croix grecque est inscrite dans un octogone pour former un déambulatoire qui relie les différentes chapelles à l'entrée et l'abside.
3. En raison des irrégularités du sol, les églises sont construites sur des terre-pleins artificiels, précédés de marches d’escalier.
4. Les bâtiments sont construits autour d'une cour au fond de laquelle se développe un escalier ouvert à double rampe
5. Pour obtenir des clairs-obscurs, on utilise des marbres, du piperno et parfois du tuf.
6. Les portails des édifices sont en marbre, en piperno ou en un mélange des deux.

## Histoire et évolution du style

### Première phase

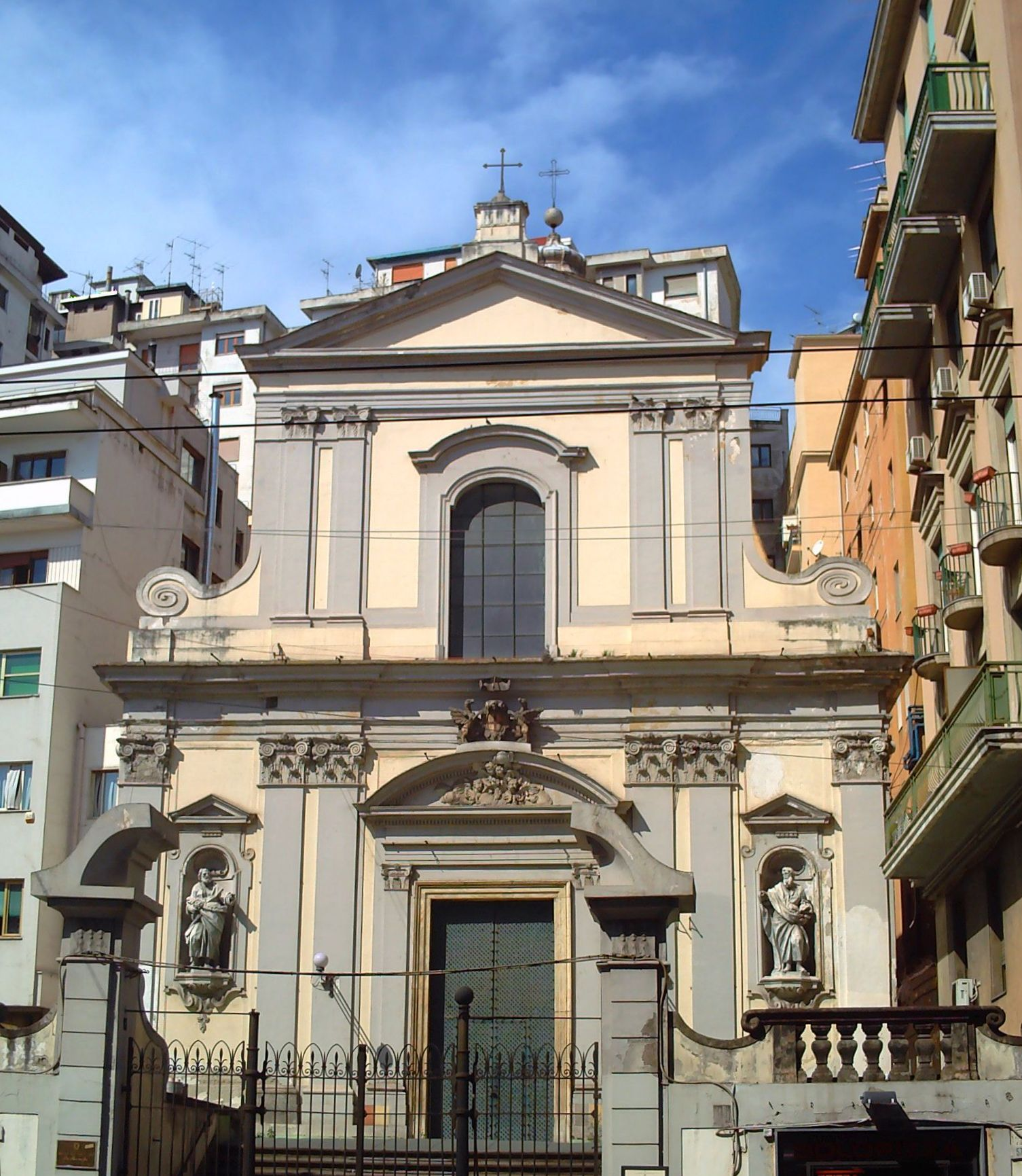
Église San Giorgio dei Genovesi.

La première phase du baroque napolitain commence au XVIe siècle avec des plans d'urbanisation à l'initiative de Pierre de Tolède, qui est le premier à prendre en compte une expansion raisonnée de la ville. Dans la seconde moitié du siècle au XVIIIe siècle, les « quartiers espagnols » et des faubourgs extérieurs aux murs de la capitale du royaume (comme ceux de Vergini et de Sant'Antonio Abate) sont construits, tandis que d'autres pôles urbains se développent sur les pentes du Vomero comme des agrégats de la ville.
La réalisation la plus importante du XVIe siècle est le projet de Ferdinand Manlio et de Giovanni Benincasa pour la Via Toledo, à côté de laquelle le vice-roi a décidé de construire, le long des pentes de la colline du Vomero, les quartiers militaires espagnols, et du côté opposé, les résidences de la noblesse locale. Le projet, en partie négligé, prévoyait une idée unitaire tout le long de la rue, avec la construction de blocs continus de bâtiments. Pendant ce temps, Pierre de Tolède (Don Pedro) et d'autres vice-rois commencent une lente transformation des faubourgs en quartiers de la ville.
Cette phase se subdivise en deux grandes périodes, allant respectivement de 1582 à 1613 et de 1613 à 1626. La première peut être considérée comme une phase de prémisses, toujours caractérisée par des édifices de style maniériste romain. L'artiste le plus important au tournant du siècle est le tessinois Domenico Fontana, auteur du palais royal et du Complexe de  Gèsu e Maria, et qui meurt à Naples en 1627. Notable aussi est l'œuvre de Giovan Battista Cavagna qui travaille à plusieurs reprises dans la capitale du royaume en s'inspirant des canons classiques et de Vignole. Au contraire, dans la seconde période, les ouvriers et les architectes napolitains acquièrent une plus grande autonomie du point de vue de la conception. Cette période se termine avec l'arrivée du sculpteur lombard, naturalisé napolitain (à l'époque, ils dépendaient de la même Couronne), Cosimo Fanzago. Dans la même période, est également actif Giovan Giacomo di Conforto, qui réalise diverses restaurations et participe à de grands chantiers dans la ville et qui jusqu'en 1626 est superviseur de la construction de la chartreuse San Martino, avant d'être remplacé par Fanzago. Deux autres personnalités importantes sont Giulio Cesare Fontana, frère de Domenico Fontana, et son collaborateur Bartolomeo Picchiatti, devenu autonome après la mort de Fontana et auteur d'importants édifices religieux comme l'église Santa Maria della Stella et l'église San Giorgio dei Genovesi.
En outre, il faut prendre en considération les ordres monastiques et les congrégations religieuses qui bâtissent, à l'intérieur et à l'extérieur des murs, plusieurs complexes religieux. La Contre-Réforme a une influence considérable sur la ville, de sorte que les autorités doivent fournir des terrains à bâtir pour les congrégations ou les ordres les plus importants : l'une des premières constructions est le Complesso di Gesù e Maria, l'église du Gesù Nuovo et la basilique Santa Maria della Sanità (ces dernières ont été construites respectivement par les jésuites et les dominicains).
Par la suite, les ordres monastiques et les congrégations enseignantes ou hospitalières construisent d'autres ensembles, comme la chartreuse San Martino, la basilique San Paolo Maggiore et l'église des Girolamini, dont la construction a duré longtemps, avec la participation de nombreux architectes. En fait, la construction ex nihilo de la chartreuse San Martino prend plus de cent ans; la première intervention est de Dosio et est située entre 1589 et 1609, et la dernière action du projet de rénovation remonte au milieu du XVIIIe siècle avec Nicola Tagliacozzi Canale. La construction de la basilique San Paolo Maggiore, confiée aux clercs réguliers théatins, voit par contre la succession rapide de Giovan Battista Cavagna et Giovan Giacomo di Conforto, mais l'intérieur de l'édifice est entièrement rénové à la fin du XVIIe et au début du XVIIIe siècle. Enfin, l'église des Girolamini (des Oratoriens) est conçue à la fin du XVIIIe siècle par Giovanni Antonio Dosio et continuée par Dionisio Nencioni di Bartolomeo qui termine la structure, sauf le dôme, édifié par Dionisio Lazzari au milieu du siècle suivant.

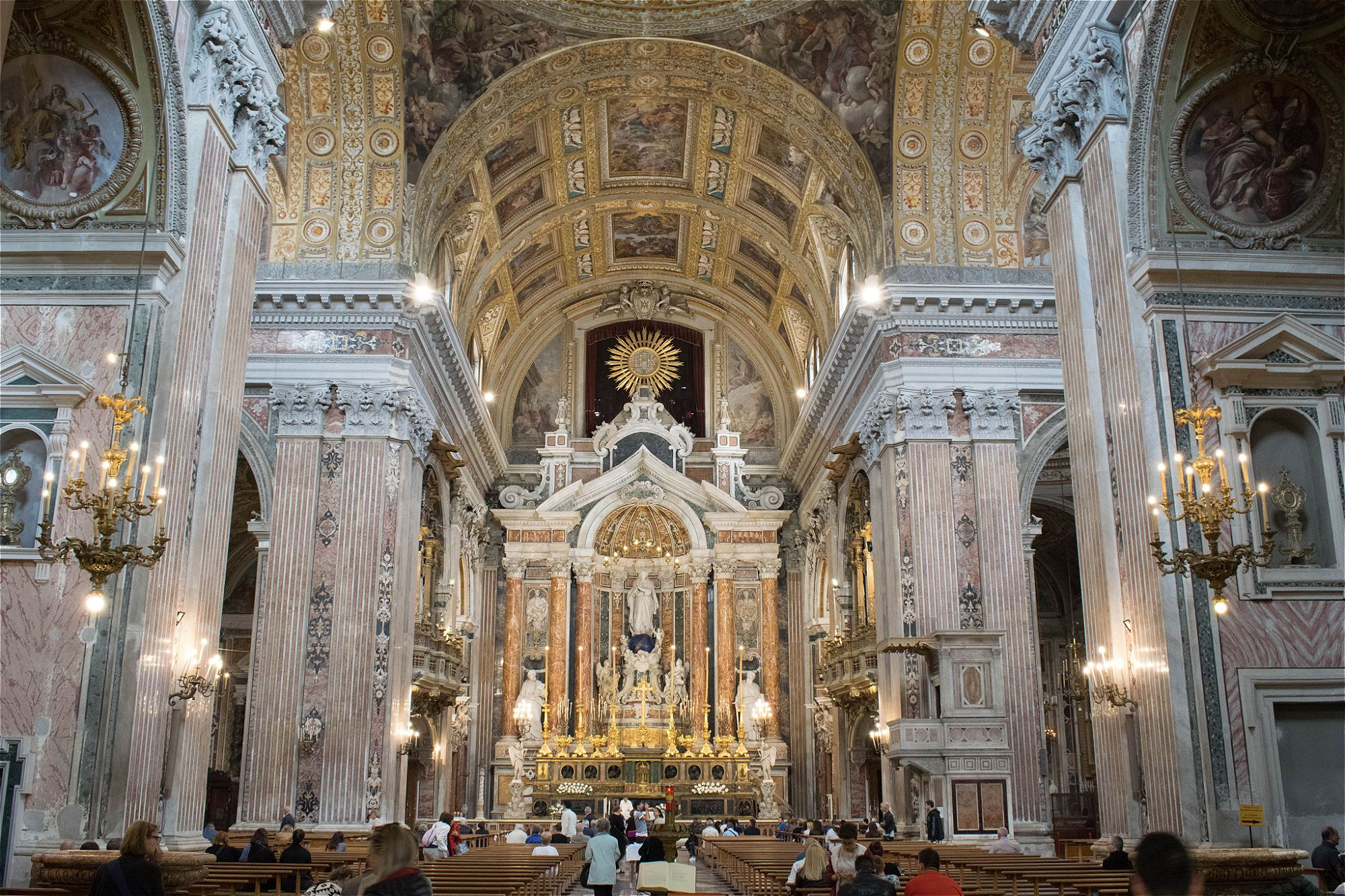
Intérieur de l'église du Gesù Nuovo

Les ordres monastiques et les congrégations n'étaient pas étrangers au changement culturel de l'époque, et se sont également intéressés aux réalisations architecturales de leurs couvents. Par conséquent, à partir de là commence une longue liste d'architectes qui entrent dans un ordre religieux ou une congrégation enseignante ou hospitalière et qui exercent leurs activités au sein de leur ordre ou pour d'autres. Ces architectes de référence sont notamment les jésuites Giuseppe Valeriano et Pietro Provedi, le dominicain Giuseppe Nuvolo, le théatin Francesco Grimaldi, le barnabite Giovanni Ambrogio Mazenta, Agatio Stoia (qui présente un projet pour l'église San Ferdinando - placée à l'origine sous le vocable de saint François Xavier - de sorte que l'on peut déduire qu'il s'agit d'un jésuite) et, enfin, le père Giovanni Vincenzo Casali.
Les solutions de la planimétrie des édifices sacrés restent fidèles au schéma avec une disposition centrale, pouvant être inscrite dans un carré, avec transept et abside rectangulaire. La basilique San Paolo Maggiore qui a des nefs latérales et une abside semi-circulaire, l'église du Gesù Nuovo, typiquement basilicale à trois nefs et l'église des Girolamini, également divisée en trois nefs, sont trois exceptions.
À noter les édifices civils, conçus avec des successions d'arcs élancés, très évidentes dans les cours des hôtels particuliers, recouverts de piperno afin d'obtenir un fort contraste d'ombre et de lumière.

### Deuxième phase

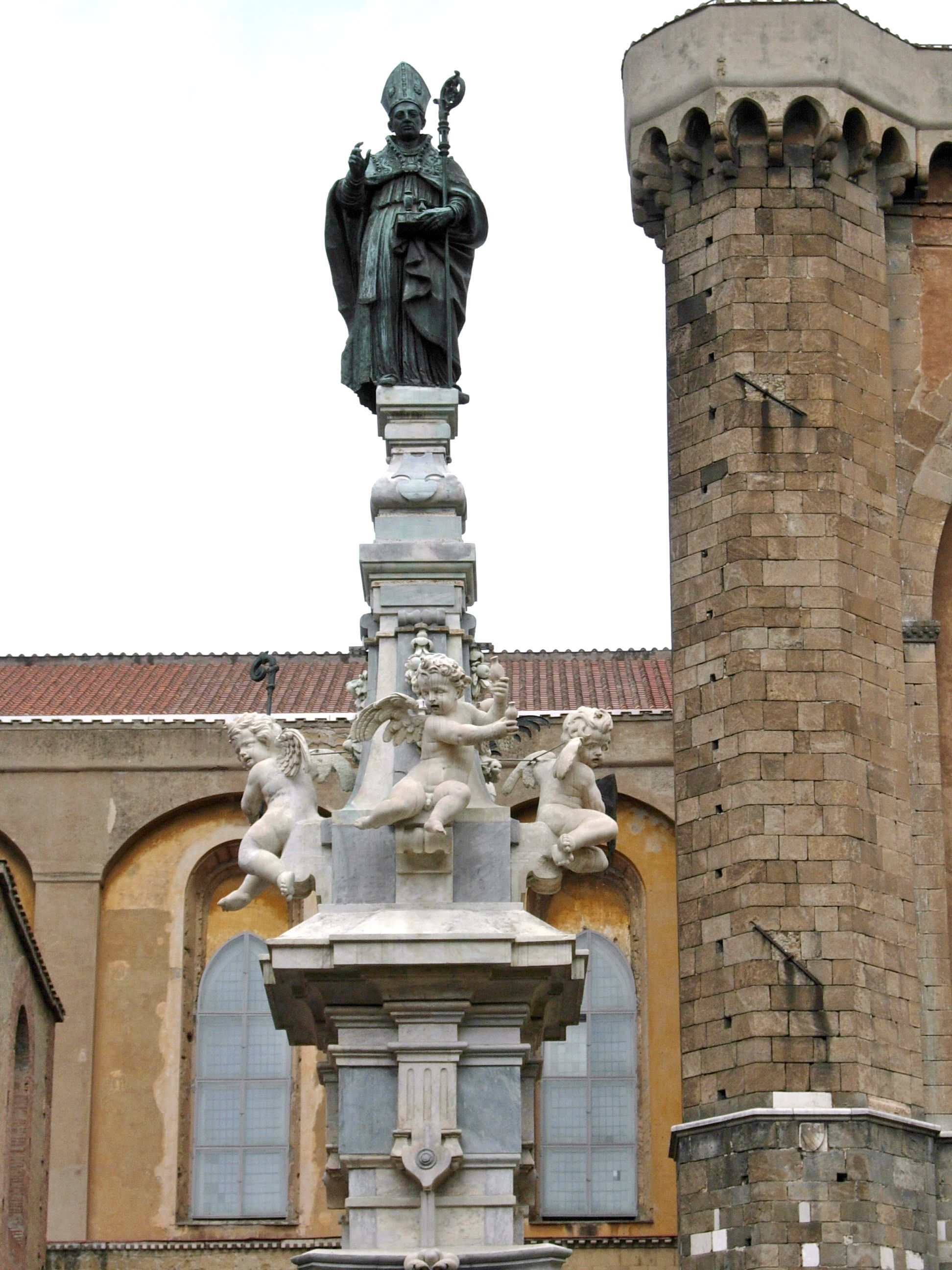
Obélisque de saint Janvier

La deuxième phase du baroque napolitain commence avec l'arrivée de Cosimo Fanzago sur le site de la chartreuse San Martino. La chartreuse est devenue en quelque sorte un laboratoire de l'architecture et de la sculpture pour Fanzago et de nombreux autres artistes de l'époque. Au cours de sa longue carrière, Fanzago est sculpteur architecte et créée d'importantes œuvres dans la ville. Ses capacités considérables d'architecte le portèrent d'autre part, à s'occuper d'innombrables bâtiments. Il commence son activité autour de 1626, lorsque son prédécesseur, Giovan Giacomo di Conforto, quitte le chantier de la chartreuse. Fanzago en devient le superviseur, réalisant la décoration en sculpture de l'église principale du site, les sculptures du cloître avec le cimetière des moines y attenant, ainsi que d'autres œuvres d'une grande valeur artistique. En outre, il intéresse également à la peinture, principalement grâce à sa connaissance de l'art et de la culture; par exemple, il connaissait José de Ribera, alias « l'Espagnolet », et beaucoup d'autres.
Son activité a redoublé dans les années 1630, quand il est chargé de l’obélisque de saint Janvier (Obelisco di San Gennaro) et de la restauration de l'église du Gesù Nuovo, avec des décorations en mosaïque florentine (pierres semi-précieuses). Il est l'auteur des dessins (1635) de l'église jésuite appelée aujourd'hui San Ferdinando. C'est un artiste très recherché par l'aristocratie napolitaine qui lui confie la conception ou la rénovation de ses résidences, comme pour le palazzo Carafa di Maddaloni (it), le palazzo Donn'Anna ou le palazzo Firrao.
À la lumière de ceci, Fanzago peut être considéré comme le véritable fondateur du baroque napolitain. De plus, son architecture et sa sculpture sont complémentaires. Dans la Guglia di San Gennaro, par exemple, il n'y a pas de distinction claire entre les éléments architecturaux et sculpturaux. La colonne, entourée de volutes, comporte des médaillons et des guirlandes de fruits. Ainsi les autels deviennent une machine de scène englobant sculpture et architecture. Ils sont conçus non seulement pour les célébrations liturgiques, mais aussi pour diviser l'espace public, qui se termine par le chœur, réservé aux officiants. L'accès entre les deux se fait par des embrasures en marbre dans les côtés de l'autel qui se transforme de fait en un meuble sacré.
L'activité de Fanzago dépasse largement les limites de Naples, s'étendant dans la province de Caserte, l'Avellino, dans le Sud du Latium et de Rome, en Calabre, à la cathédrale de Palerme, et en Espagne.
De même, ses contemporains, comme Francesco Antonio Picchiatti et Dionisio Lazzari, ont été très populaires auprès des commanditaires de l'époque. Le premier diverge du style de Fanzago par l'utilisation d'une l'architecture plus classique, tandis que le second travaille dans un style baroque affirmé. Dionisio Lazzari a travaillé en particulier pour le palazzo Firrao et pour l'église Santa Maria della Sapienza, où il a construit la façade, conçue sans doute par Cosimo Fanzago. Ses autres œuvres sont l'église Santa Maria dell'Aiuto, qui a été altérée par des décorations en marbre au XVIIe siècle, et l'église San Giuseppe dei Ruffi, achevée seulement dans la seconde moitié du XVIIe siècle.
D'autres architectes actifs au milieu du siècle sont encore des membres d'ordres religieux, tels que le chartreux Bonaventura Presti, venu de Bologne comme charpentier et spécialisé dans l'architecture et l'ingénierie en suivant de près la construction de la chartreuse San Martino. L’œuvre la plus célèbre de ce religieux est l'ancienne darse, il a aussi travaillé au cloître San Domenico de Soriano, mais, dans les deux cas, il a été remplacé par l'ingénieur et architecte royal Francesco Antonio Picchiatti.
Un autre personnage important est Giovan Domenico Vinaccia, architecte, sculpteur et orfèvre, formé à l'atelier de Dionisio Lazzari et auteur de la façade de l'église jésuite du Gesù Vecchio et des décorations architectoniques et des sculptures d'un certain nombre d'églises napolitaines, comme la Chiesa di Santa Maria Donnaregina Nuova, Sant'Andrea delle Dame et Santa Maria dei Miracoli.
Enfin, il convient de citer l'ingénieur et architecte Pietro de Marino, collaborateur principal de Bartolomeo Picchiatti, qui commence ensuite une carrière indépendante puis rejoint l'ingénieur Natale Longo. Ses œuvres les plus célèbres sont l'église Santa Maria di Montesanto, terminée par Dionisio Lazzari, et l'église San Potito.
D'un point de vue urbanistique, la surface destinée aux constructions se trouve à l'époque drastiquement réduite, en raison de l'émergence de nombreux édifices religieux. Les architectes ont donc des difficultés à créer des projets à l'intérieur des murs de la vieille ville et de ce fait commencent à construire des hôtels particuliers près de la colline de Pizzofalcone et de Chiaia. Quant aux ordres monastiques ou congrégations nouvelles, on transforme leurs églises existantes, avec profusion de marbres polychromes et incrustations de marbres, parfois en les abattant et en les reconstruisant selon des plans plus élaborés.

### Troisième phase

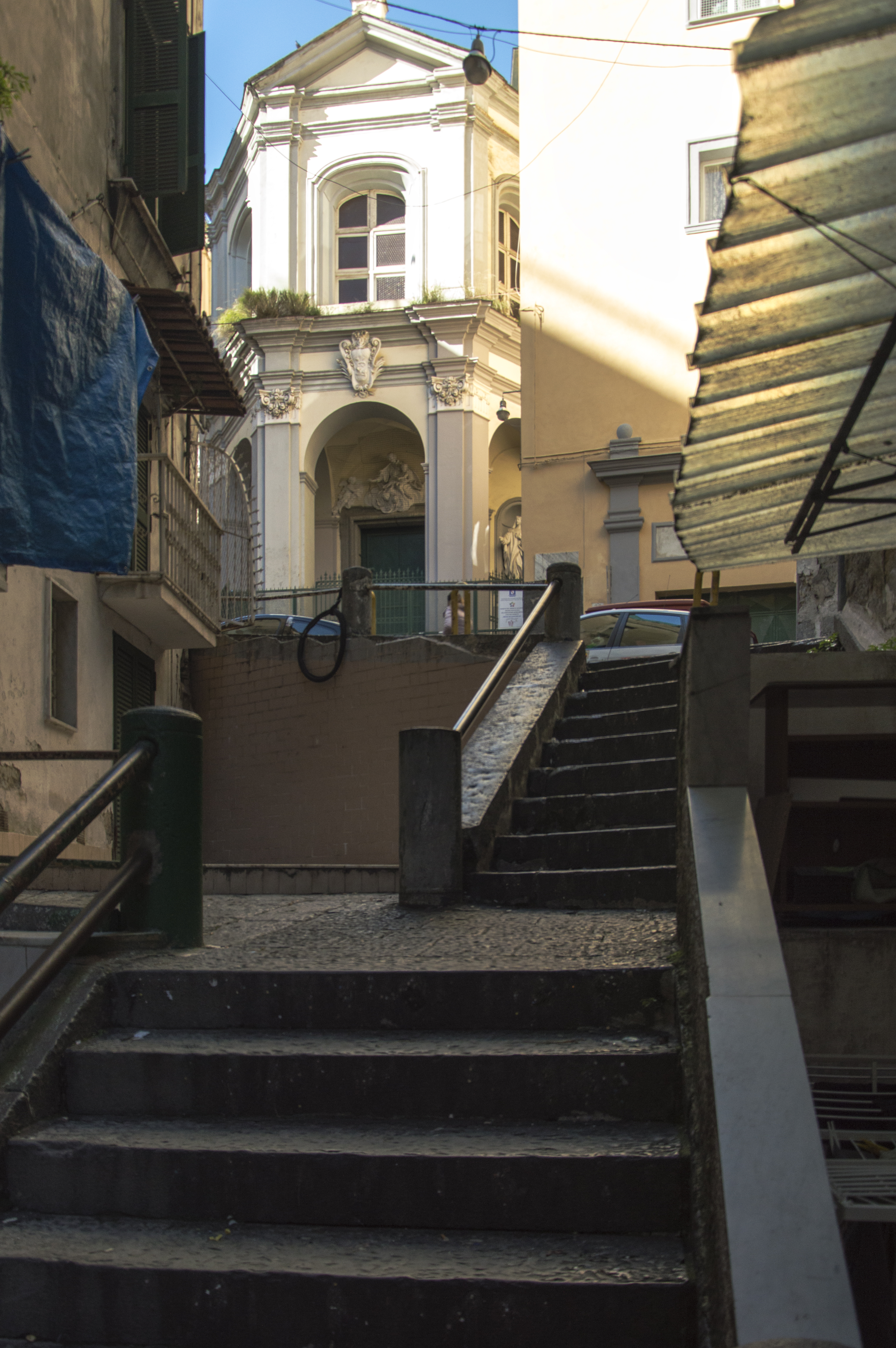
La façade de l'église Santa Maria del Rosario a Portamedina.

Vers les années 1690, en un court laps de temps, deux tremblements de terre endommagent de nombreux bâtiments de la ville. Le tremblement de terre de 1688, qui a précédé celui de 1693, cause plusieurs effondrements, comme celui de l'ancienne façade de la basilique San Paolo Maggiore qui, quelques années auparavant, avait été modernisée dans le style baroque selon les dessins de Dionisio Lazzari. Grâce à l'intervention de la noblesse, les dommages ont été réparés rapidement. Un exemple en est la reconstruction voulue par le comte Marzio Carafa du village de Cerreto Sannita à la suite du tremblement de terre du 5 juin 1688.
Durant la période de réparations d'après les tremblements de terre, ce sont les architectes de la transition entre les deux siècles qui sont en activité. Le premier que l'on peut distinguer est le peintre et architecte Francesco Solimena qui a conçu le palais Solimena comme maison privée, la façade de l'église San Nicola alla Carità (réalisée plus tard par Salvatore Gandolfo) et plusieurs œuvres mineures, comme le clocher de la cathédrale de Nocera Inferiore à Nocera Inferiore et le nouveau portail de l'église San Giuseppe dei Vecchi.

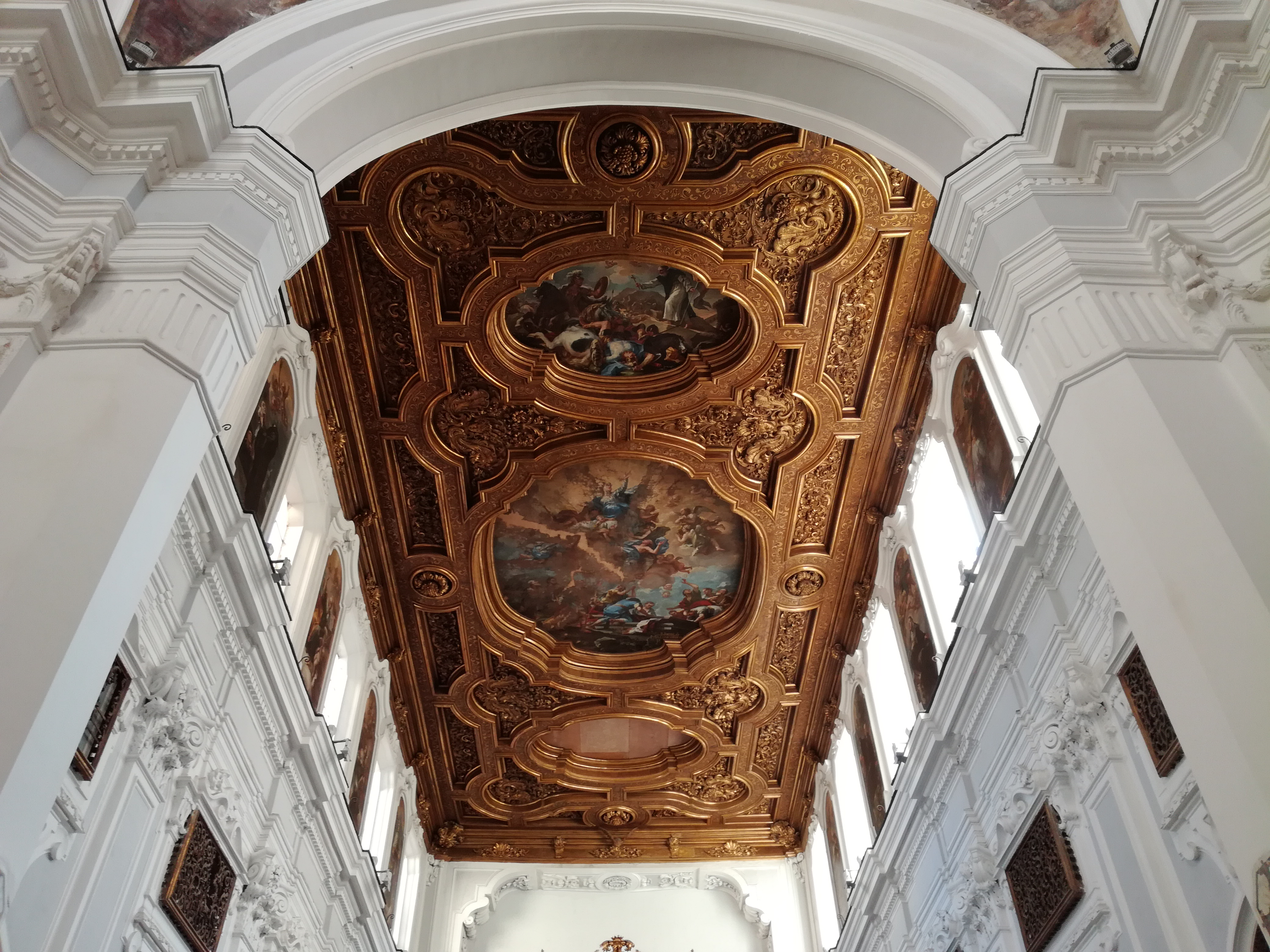
Voûte de l'église Santa Maria Donnalbina, bois sculpté de Guidetti, toiles de Malinconico (1701), décorations en stuc de Guglielmelli (fin XVIIIe siècle)

Les deux autres représentants de la transition sont Arcangelo Guglielmelli et Giovan Battista Nauclerio.
Le premier, collaborateur de Lazzari, restaure le couvent Santa Maria delle Periclitanti et l'église Santa Maria Donnalbina, et son activité est avérée à la construction de la cathédrale de Salerne, où il construit la nef qui est inspirée de celle de l'abbaye bénédictine. Giovan Battista Nauclerio, quant à lui, est l'élève de Francesco Antonio Picchiatti et travaille pour divers ordres et congrégations. Les carmes lui font refaire l'étonnante façade de l'église Santa Maria della Concordia. Il conçoit le couvent et l'église San Francesco degli Scarioni, construits entre 1704 et 1721. Il achève l'église Santa Maria delle Grazie sur la piazzetta Mondragone (commencée par Arcangelo Guglielmelli peu de temps avant sa mort), où un autel en marbre dessiné par Ferdinando Sanfelice est conservé. Dans l'intervalle, il conçoit de nombreux édifices religieux et civils, comme une chapelle de la cathédrale d'Avellino et la villa Faggella.
Au début du XVIIIe siècle, Naples subit en raison de l'augmentation rapide de la population une expansion urbaine incontrôlée. Les représentants de ce siècle sont Domenico Antonio Vaccaro et Ferdinando Sanfelice déjà mentionné. Leur style se situe entre celui de Cosimo Fanzago et celui de Johann Bernhard Fischer von Erlach. De plus, des architectes romains viennent à Naples travailler pour le compte du roi, comme Giovanni Antonio Medrano et Antonio Canevari, à qui l'on doit le palais royal de Capodimonte. Un autre architecte notable de cette époque est Nicola Tagliacozzi Canale qui a travaillé principalement à la chartreuse San Martino et a construit les palais Mastelloni et Trabucco. Enfin, il convient de citer Giuseppe Astarita, actif jusqu'à la seconde moitié du siècle entre Naples et les Pouilles. C'est un important expérimentateur pour le carré central mixtilinéaire (droites et courbes) de l'église Sant'Anna a Capuana, terminée en 1751.

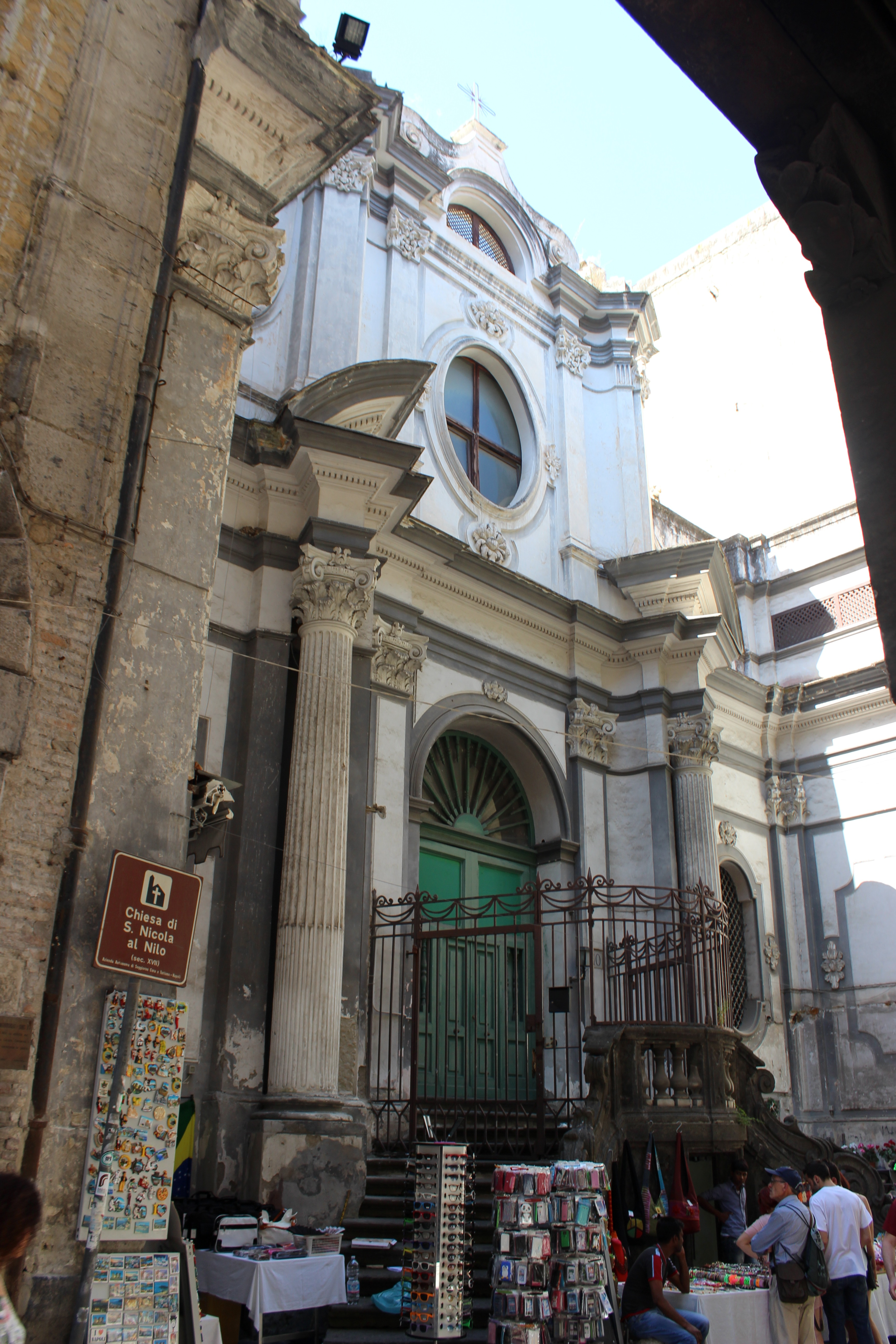
Façade de l'église San Nicola a Nilo.

Au XVIIIe siècle, d'autres architectes importants sont aussi actifs, comme Enrico Pini, Giuseppe Lucchese Prezzolini et Antonio Guidetti. Enrico Pini est un moine, qui vers le milieu du siècle, construit la façade de l'église San Carlo alle Mortelle et travaille pour l'intérieur de l'église du Gesù delle Monache avec Arcangelo Guglielmelli, Lorenzo Vaccaro et Nicola Cacciapuoti. Enrico Pini conçoit également l'autel de l'église. Giuseppe Lucchese Prezzolini devient célèbre pour son intervention concernant l'église San Nicola a Nilo, tandis qu'Antonio Guidetti travaille à l'église Santa Maria della Colonna. Ces deux églises se réfèrent à l'architecture borrominienne. En effet, dans la première, on observe un rythme concave-convexe de la perspective et dans la seconde des finesses de perspective qui étendent la composition tout entière dans l'espace situé en face.

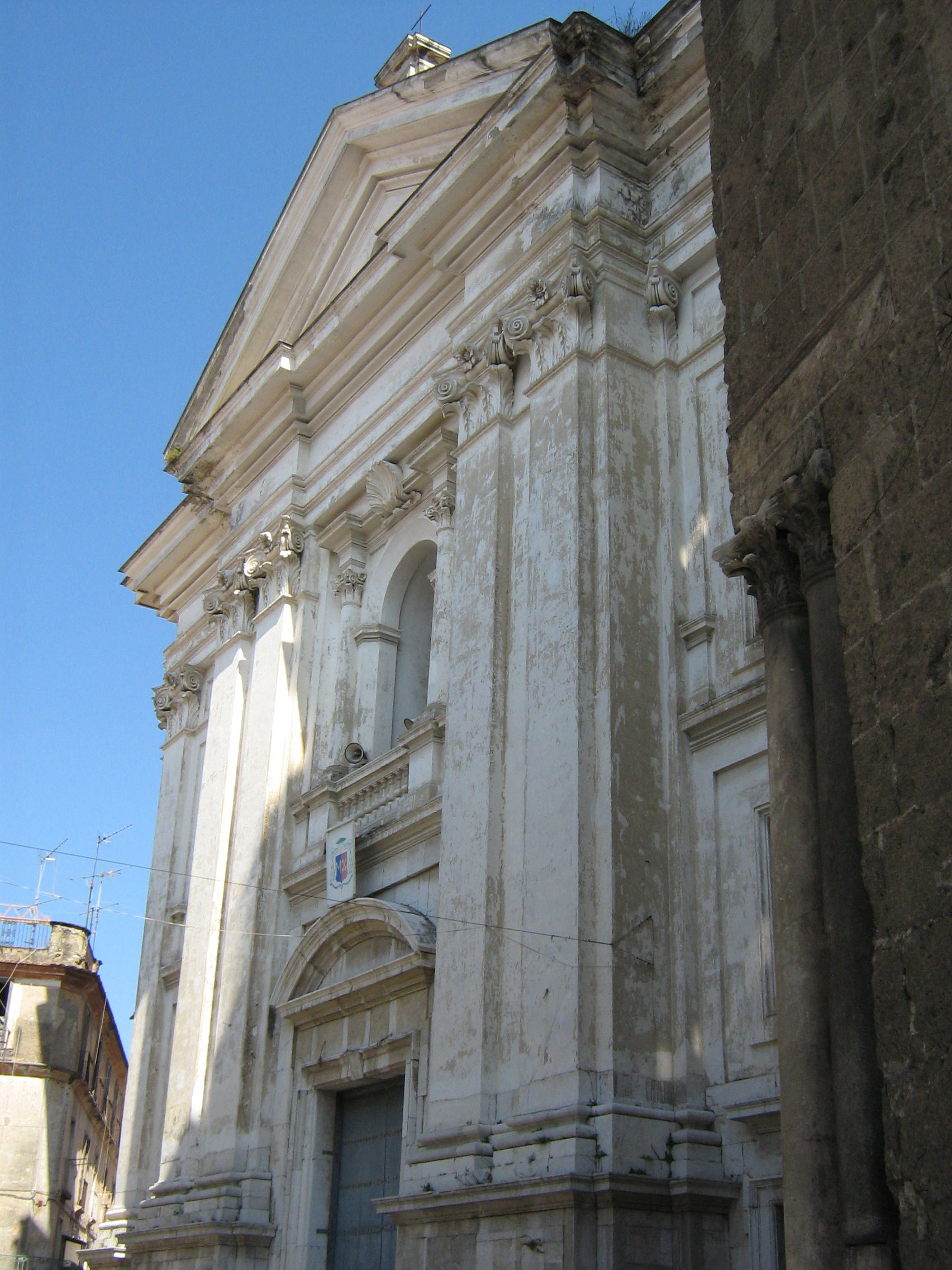
Aversa : cathédrale Saint-Paul, façade de Buratti

Dans la première moitié du siècle, à Aversa et aux alentours, plusieurs personnalités romaines s'affirment; elles contribuent à la formation d'un vocabulaire « arcadien » de l'architecture napolitaine. Ce sont Carlo Buratti (cathédrale Saint-Paul), Francesco Antonio Maggi, Philippe de Romanis et Paolo Posi. Vers le milieu du XVIIIe siècle, ces architectes, ainsi que de nouveaux défenseurs du classicisme baroque comme Ferdinando Fuga et Luigi Vanvitelli, ouvrent à l'architecture la voie de nouvelles formes de décorum et de sérénité, typiques de l'école romaine. Vanvitelli avait autour de lui de nombreux collaborateurs et étudiants qui parviennent, dans les années 1750 à renverser la mode baroque, en dirigeant le goût vers le classicisme de l'Académie d'Arcadie.
Parmi les architectes qui ont collaboré à la réussite du baroque aulique de Luigi Vanvitelli, l'on peut distinguer Tagliacozzi Canale qui n'en ressentit que légèrement les influences, mais a participé à la réalisation de la piazza Dante. Peu de temps avant, Tagliacozzi Canale est embauché, sans solde, avec l'ingénieur royal Giuseppe Pollio, à la Real Albergo dei Poveri de Naples en tant que vérificateur aux comptes du bâtiment.
La frères Luca et Bartolomeo Vecchione se placent dans le sillage de la culture classique de l'époque, mais donnent une touche d'originalité à leurs compositions, en particulier Bartolomeo. Ce dernier, bien que moins connu, fait preuve dans la conception de la Farmacia degli Incurabili d'une personnalité nerveuse et raffinée; celle d'un artiste qui vit son travail en profondeur et en surface, sans zones neutres. À mentionner aussi Giovanni del Gaizo, Pollio, Astarita et Gaetano Barba.
Pour conclure, quelques caractéristiques de l'architecture civile du XVIIIe siècle. Elle montre l'utilisation de décors élaborés dans la composition des escaliers et des patios, dans laquelle se spécialise Ferdinando Sanfelice, créateur de l'imposant escalier du palazzo dello Spagnolo, placé théâtralement au fond d'une cour étroite.

## Urbanisme

### Quartieri Spagnoli
|                                                                                                |  |  |
| Deux types de palais résidentiels, datant, respectivement, du XVIIe siècle et du XVIIIe siècle |  |  |

Les Quartieri Spagnoli (Quartiers espagnols) qui ont été exigés par le vice-roi pour le casernement des soldats espagnols dans la ville, sont situés dans une zone située entre la via Tarsia et la via Chiaia et longitudinalement entre la via Toledo et l'actuel corso Vittorio Emanuele, la surface couverte est d'environ 800 000 m2.
Des ressemblances avec la conformation du quartier sont aussi rencontrées dans les zones de Mortelle et de Cariati, où un habitat plus compact, articulé autour d'un maillage routier plus lâche et non orthogonal, est constitué par un ensemble de palais de la fin du XVIe siècle. L'expansion du quartier espagnol s'est effectuée en plusieurs étapes, étalées sur une période de temps allant de l'époque de la carte d'Antonio Lafréry à celle du duc de Noja (1775). À l'origine, dans les deux premières décennies du XVIIe siècle, la région était constituée d'habitations transformées en palais de luxe de la noblesse. Toutefois, des modifications importantes ont lieu vers 1630 et ont duré jusqu'au XIXe siècle.
Dans la proche via Toledo, il n'y a pas d'afflux des ordres monastiques sauf quelques églises. Par contre, en pénétrant dans les quartiers, on peut apercevoir de nombreux bâtiments religieux qui parfois ont constitué un obstacle au développement urbanistique, en raison de leur important encombrement de l'insula quadrangulaire. Sont aussi présentes les confréries voulues par les nobles. Elles sont construites principalement vers le milieu du XVIe siècle, puis développés au siècle suivant avec les rentes annuelles. Un exemple est la Chiesa dell'Immacolata Concezione e Purificazione di Maria de' nobili in Montecalvario (it), qui, à partir de 1620, est devenue le théâtre d'un événement artistique avec la construction d'un char d'abondance auquel ont participé des artistes importants de la sphère baroque de la ville, comme Lorenzo et Domenico Antonio Vaccaro.
C'est pourquoi les édifices sacrés ont grandement influencé le développement architectural de la région. Certains des premiers travaux remontent au XVIe siècle avec les réalisations des ordres monastiques ou grâce aux dons de la noblesse. Des exemples en sont : l'église Santa Maria della Mercede a Montecalvario, dont la restauration a lieu en 1677 par le stucateur Gennaro Schiavo, et l'église Santa Maria ad Ogni Bene dei Sette Dolori, également construite au XVIe siècle, conçue par le père Giovanni Vincenzo Casali (cette dernière a été entièrement reconstruite au XVIe siècle par Nicola Tagliacozzi Canale et dont il ne reste rien d'origine sinon le portail).

### Costantinopoli

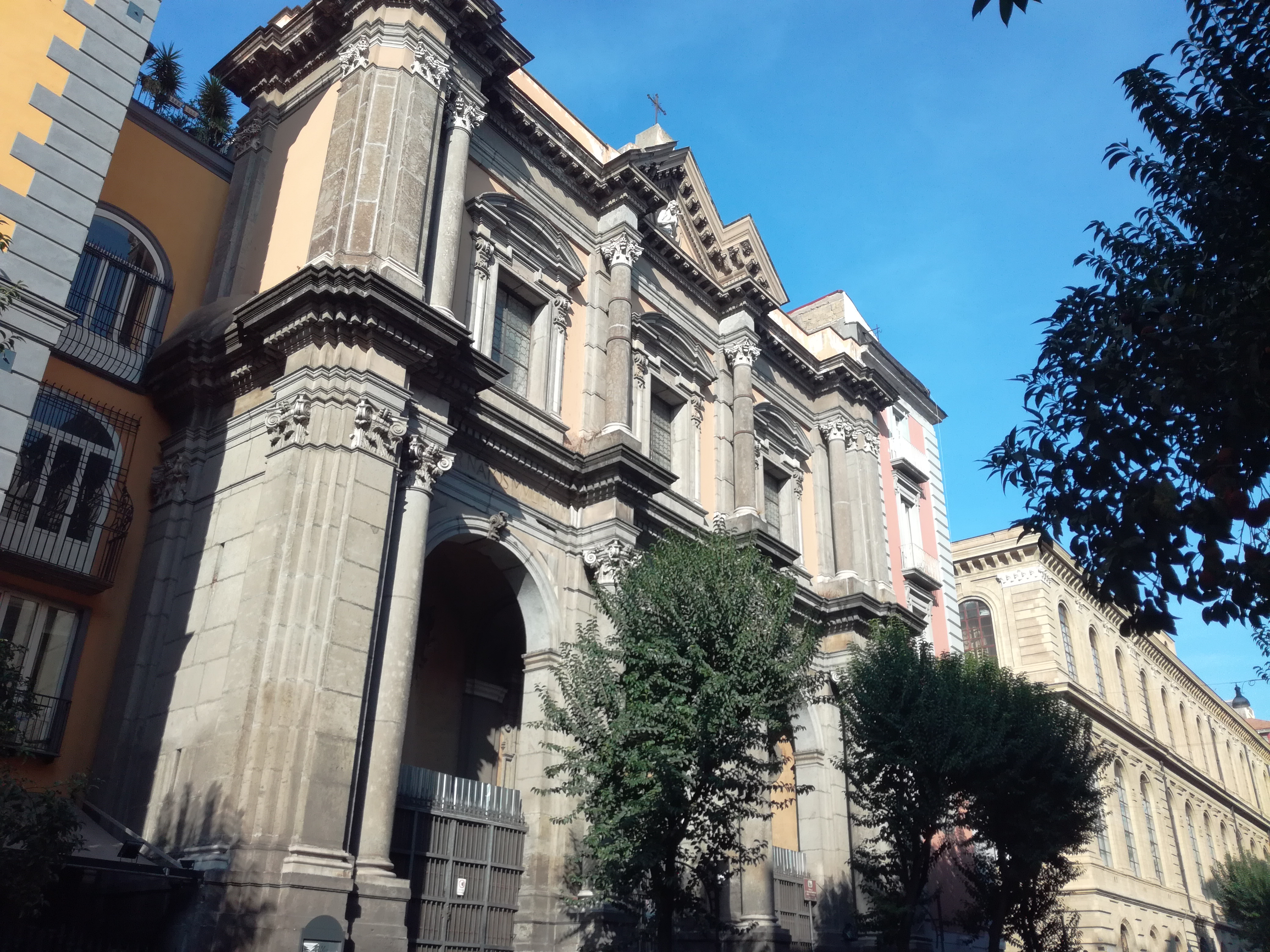
L'église San Giovanni Battista delle Monache.

Costantinopoli est la zone intra moenia (ou intra muros, dans les murs) située entre la Porta di Costantinopoli (it) et la piazza Bellini, incluant également le domaine de la Port'Alba. C'est la zone où, depuis l'époque aragonaise, des palais, comme le Palazzo Castriota Scanderbeg, et des couvents considérables, comme celui de l'église Santa Maria della Sapienza et celui de l'église Santa Maria di Costantinopoli, dont la consécration est datée autour des années 1530 du XVIe siècle, qui ont fait l'objet d'agrandissements ou de rénovations supplémentaires au siècle suivant.
Cependant, un premier projet de développement a lieu au XVIIe siècle sur ordre des vice-rois Pierre Alvarez de Tolède et Pedro Fernández de Castro. En particulier, sous le second, vice-roi de 1610 à 1616, la via Costantinopoli devient importante en raison de la présence en dehors des murs de l'Université royale, réalisée par Giulio Cesare Fontana en 1622. La nouvelle voie ne fait plus qu'une avec la via Toledo préexistante par l'intermédiaire du largo del Mercatello (place du Marché, aujourd'hui piazza Dante).
En général, les bâtiments qui ont été construits le long de la rue dérivent de case palazziate (grandes demeures), les propriétaires achètent des maisons ou des terrains voisins, transformant le bloc ainsi formé en de grands immeubles d'habitation, par exemple, au XVIIe siècle comme en témoignent les archives historiques qui possèdent quelques reçus de payements concernant des terrains achetés qui appartenaient au Complesso di San Gaudioso (it).

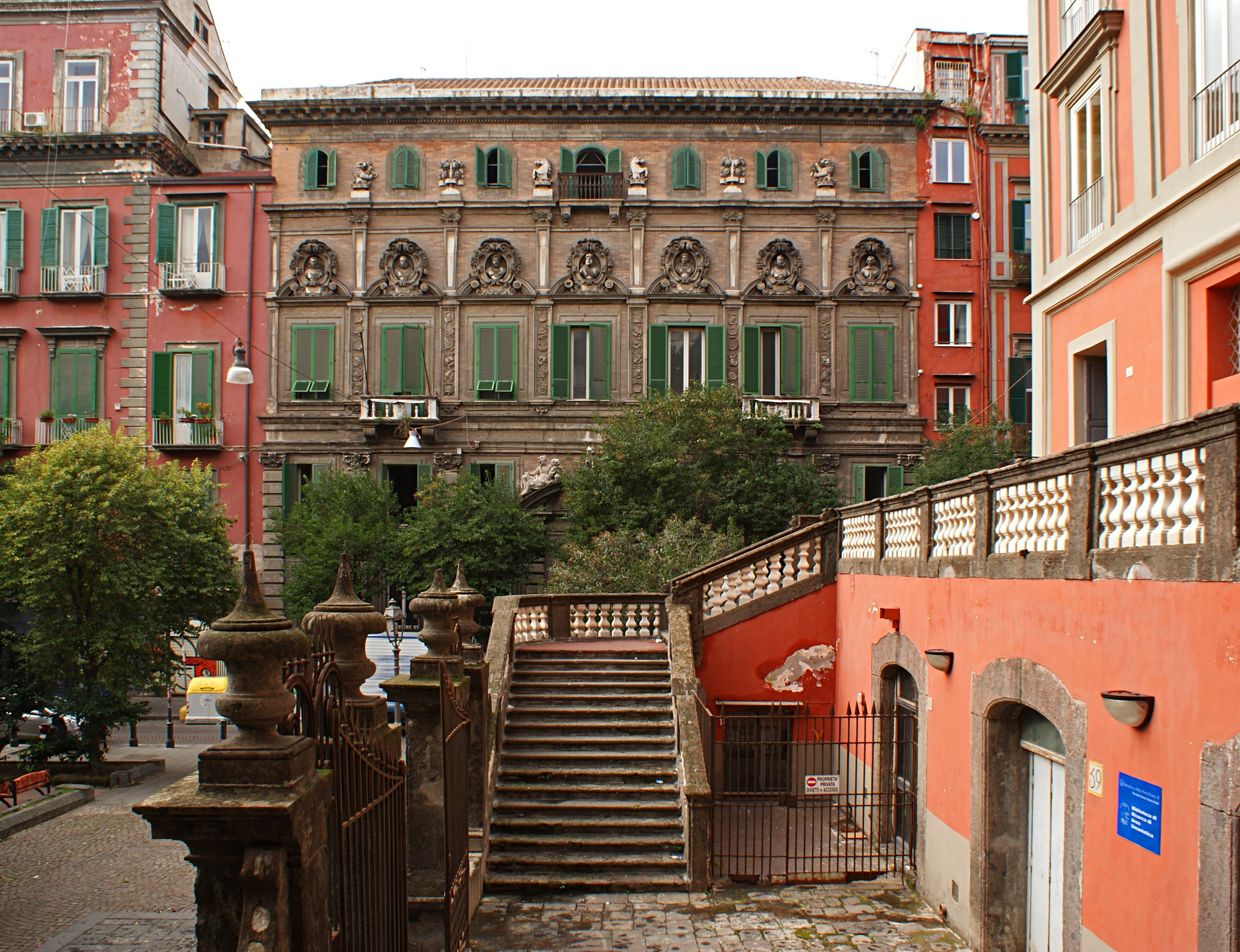
La façade du Palazzo Firrao

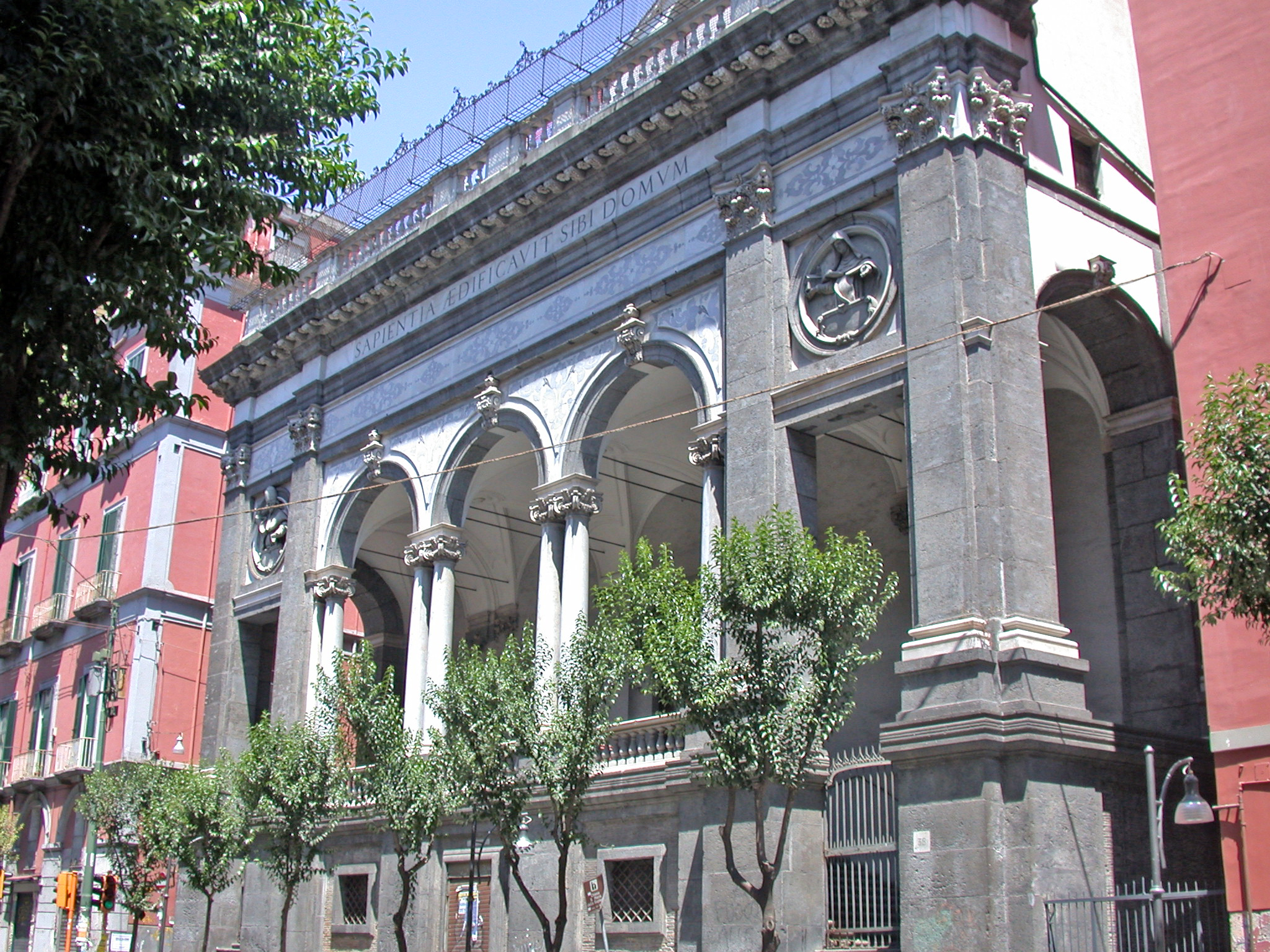
La façade de l'église Santa Maria di Costantinopoli.

Dans tous les cas, les opérations urbanistiques doivent tenir compte de la disparité morphologique de leur cadre, ce qui est évident dans la configuration du palazzo Conca (incorporé par la suite dans le corps du couvent Sant'Antonio a Port'Alba), où la présence de l'escalier d'accès du XVIIe siècle souligne le cours escarpé du terrain.
De nouveaux travaux ont lieu entre 1620 et 1656, quand la via Santa Maria di Costantinopoli subit une importante rénovation de style baroque. En fait, les façades de plusieurs bâtiments sont reconstruites, dont celle du palazzo Firrao réalisée dans la seconde moitié du XVIIe siècle par Cosimo Fanzago avec la collaboration des sculpteurs Giacinto et Dionisio Lazzari, Simone Tacca et Francesco Valentino. La restauration du complexe de l'église Santa Maria di Costantinopoli est plus radicale encore. L'église en est entièrement reconstruite grâce à l'intervention du dominicain Giuseppe Nuvolo, qui érige la façade avec trois portails (aujourd'hui les parties latérales sont murées en raison d'une intervention au XVIIIe siècle où les collatéraux sont transformés en chapelles).
C'est à la même époque que s'effectue la rénovation de l'église Santa Maria della Sapienza, dont les travaux durent quarante-cinq ans (1625-1670). Après la première intervention de Giovan Giacomo di Conforto suit celle de Cosimo Fanzago (qui est crédité de la création de la façade à loggias où œuvrent Dionisio Lazzari et son père Jacopo pour les décorations en marbre), et l'ingénieur Orazio Gisolfo pour l'achèvement de la coupole.
Dans le même temps, l'église San Giovanni Battista delle Monache est rénovée. Son couvent a été fondé en 1597, tandis que l'église n'est bâtie qu'à la fin du XVIIe siècle et achevée au début du siècle suivant. L'infrastructure est due à Francesco Antonio Picchiatti, tandis que la façade, inspirée de celle de l'église San Gregorio al Celio de Rome due à Giovanni Battista Soria, est l'œuvre de Giovan Battista Nauclerio et remonte au XVIIIe siècle.

### Extra muros: Vergini, Stella, Sanità et Materdei

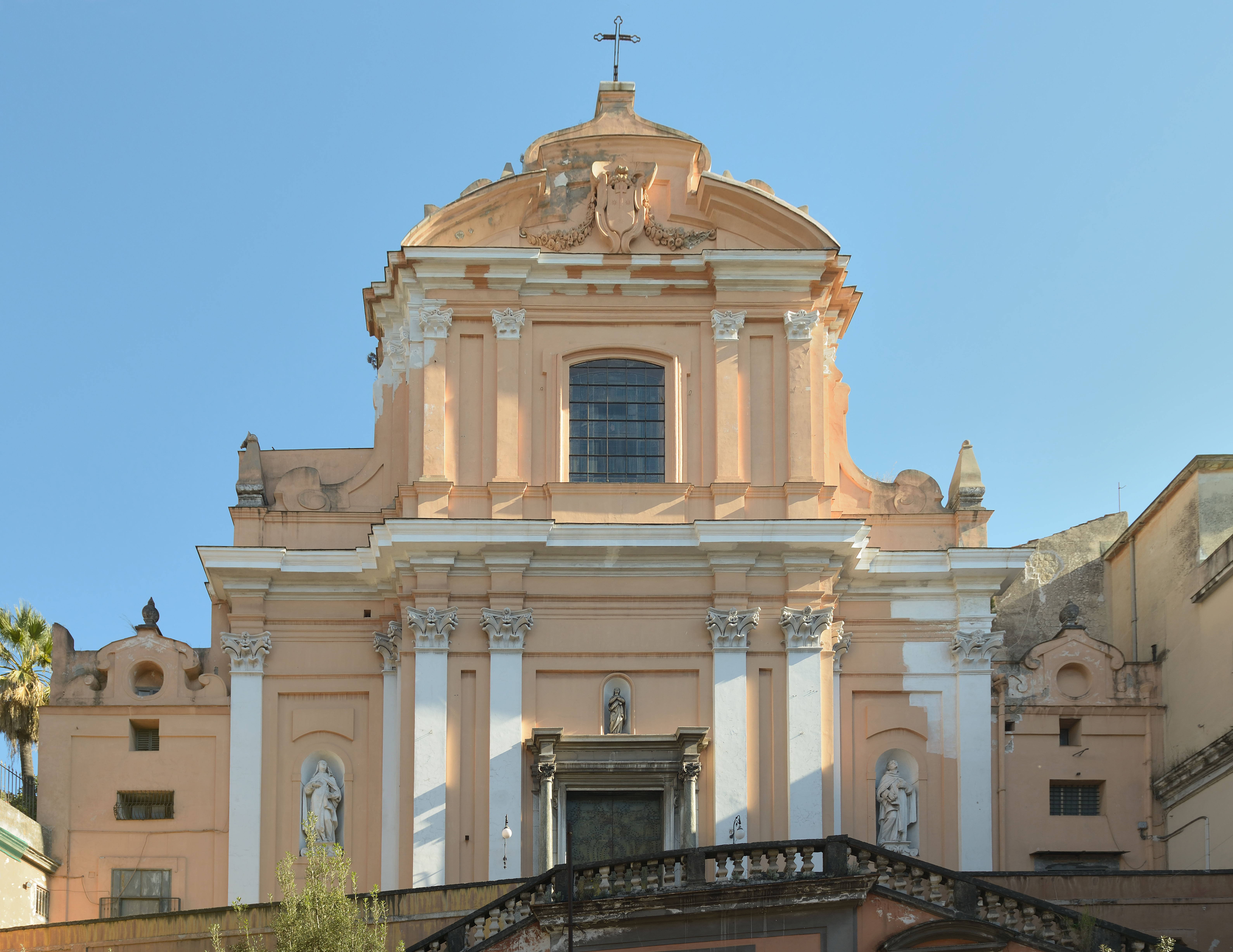
L'église Santa Teresa degli Scalzi

Ces villages suburbains, qui naissent au Moyen Âge entre la Porta San Gennaro et la Porta Santa Maria di Costantinopoli, constituent un point de référence important pour l'architecture baroque napolitaine par les agrégations de croissance successives entre la fin du XVIe et le XVIIe siècle.
En cette ère de renouveau architectural et social, sont nées les premières constructions importantes en dehors des murs de la ville. En plus de la basilique San Gennaro fuori le mura, connue depuis les débuts de l'ère chrétienne, la première intervention est celle inhérente à la basilique Santa Maria della Sanità, commandée par les dominicains et construite entre 1602 et 1613 selon les plans de Giuseppe Nuvolo. En même temps, d'autres complexes sont construits selon les canons de la Contre-Réforme, l'église Santa Maria della Verita, connue aussi comme Sant'Agostino degli Scalzi, et l'église Santa Teresa degli Scalzi voisine, tous deux situées dans le quartier de Fonseca-Materdei et construites par Giovan Giacomo di Conforto pour les carmes déchaux.
L'an 1606 voit la fondation du conservatoire de Santi Bernardo e Margherita a Fonseca et l'église annexe conçue par Pietro de Marino quelques années plus tard. La fondation la plus ancienne est celle du couvent et de l'église Santa Maria di Materdei (1585), rénovée au XVIIIe siècle par Niccolò Tagliacozzi Canale.
Comme autres restaurations intéressantes, on peut citer l'église Santa Maria della Vita, l'église Santa Maria Succurre Miseris ai Vergini, l'église Santa Maria della Misericordia ai Vergini, l'église Santa Maria dei Vergini et quelques autres. Ces rénovations datent de la période entre le tremblement de terre de 1688 et le milieu du XVIIIe siècle.
C'est au XVIIIe siècle que sont fondés deux autres monastères importants : la Chiesa dell'Immacolata e San Vincenzo (it), réalisée au milieu du siècle par Bartolomeo Vecchione sur un bâtiment précédent détruit, et le Complesso dei Cinesi (it) commencé au début du siècle.
L'église Santa Maria della Stella, avec son couvent, est aussi digne d'attention. Les travaux débutent en 1571, et elle est construite dans les premières décennies du XVIIe siècle selon les plans de Bartolomeo Picchiatti, secondé par son fils Antonio Francesco. L'édifice est achevé en 1734 sous la direction de Domenico Antonio Vaccaro. Il est gravement endommagé à la fin de la Seconde Guerre mondiale et lors de la restauration qui s'ensuit, des marbres provenant d'églises démolies y sont réutilisés. La sacristie baroque est particulièrement remarquable avec des décorations un peu rococo de Luca Vecchione.
La construction civile, par opposition, peut être divisée en deux parties distinctes :
- La zone de Materdei, où il existe encore des bâtiments datant du XVIe siècle, en dépit des surélévations et ajouts du XVIIIe siècle (comme dans le Palazzo di Majo (it) de Ferdinando Sanfelice) et d'autres de premier plan et d'une qualité architecturale remarquable.
- Le bloc Vergini, Stella et Sanità où il y a encore quelques propriétés de campagne du XVe siècle (comme le palazzo Traetto (it)), mais où l'architecture civile est presque entièrement homogène et date du XVIIIe siècle. Les édifices d'intérêt sont le palazzo Sanfelice, le palazzo Lariano Sanfelice (it) et le palazzo dello Spagnolo, tous conçus par Ferdinando Sanfelice.

### Pontecorvo et Pizzofalcone

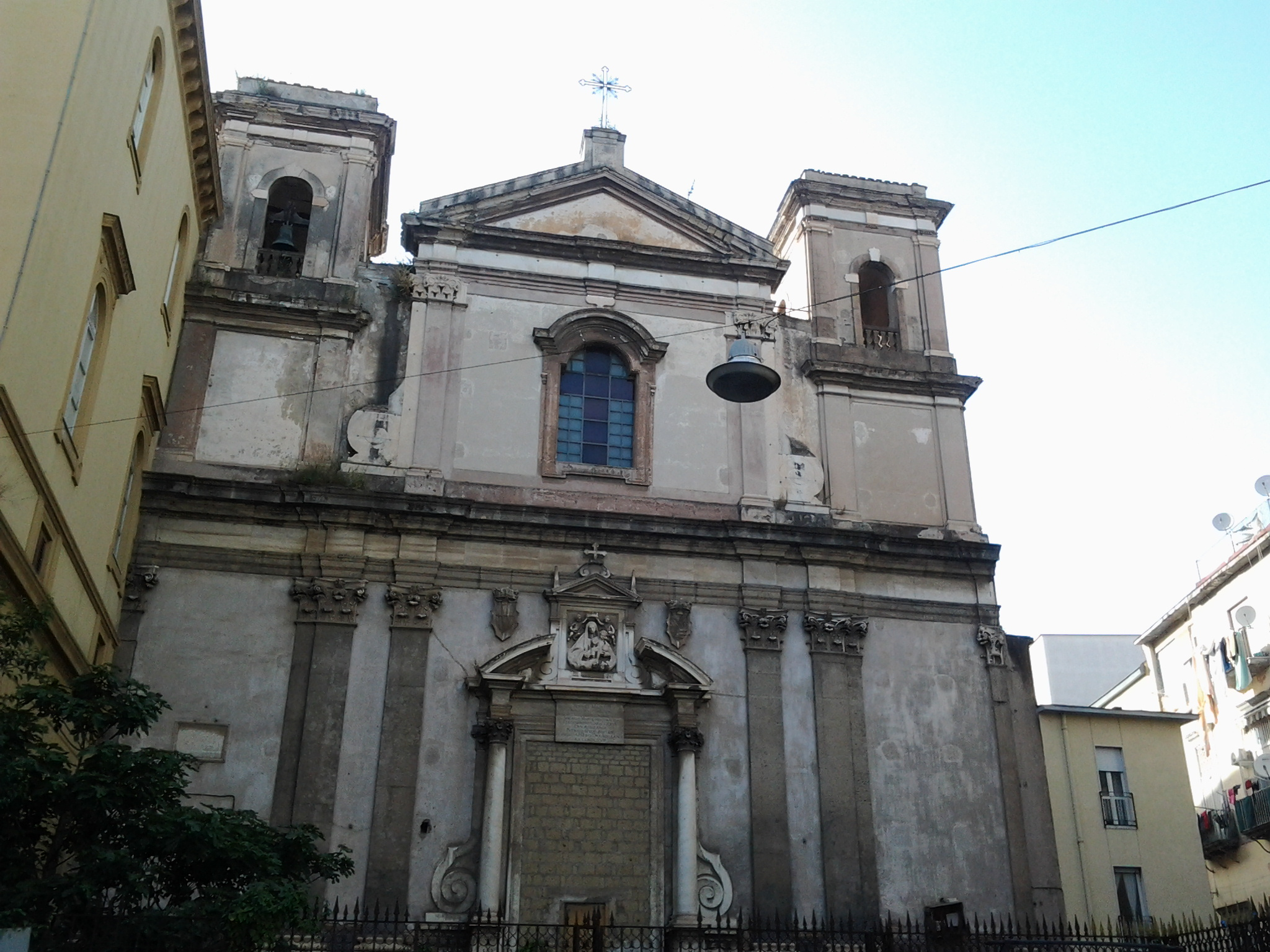
Façade dégradée du complexe de Gesù e Maria

Ces deux quartiers sont situés sur le flanc de la colline du Vomero, aux extrêmes des Quartieri Spagnoli (« quartiers espagnols »).
Pontecorvo est considéré comme le quartier des couvents, car, au XVIIIe siècle, il y a de nombreux biens conventuels. Autrefois, cette zone concentrait une forte proportion de prostituées et une populace qui trafiquait de tout. Pontecorvo acquiert de l'importance grâce à l'expansion de la colline au XVIe siècle, à l'instigation de Pierre Alvarez de Tolède, quand, dans un premier temps, les nobles achètent les terres du couvent Santi Severino e Sossio qui possédait les terres de la colline. Cette vague résidentielle est remplacée peu à peu par les conventuels. L'arrivée des ordres aboutit à la transformation des palais Caracciolo, Spinelli, Pontecorvo et Ruggiero en couvents, et à la formation d'une véritable voie sacrée, sur le modèle de la via Santa Maria di Costantinopoli, où il y avait par contre de nombreux immeubles civils.

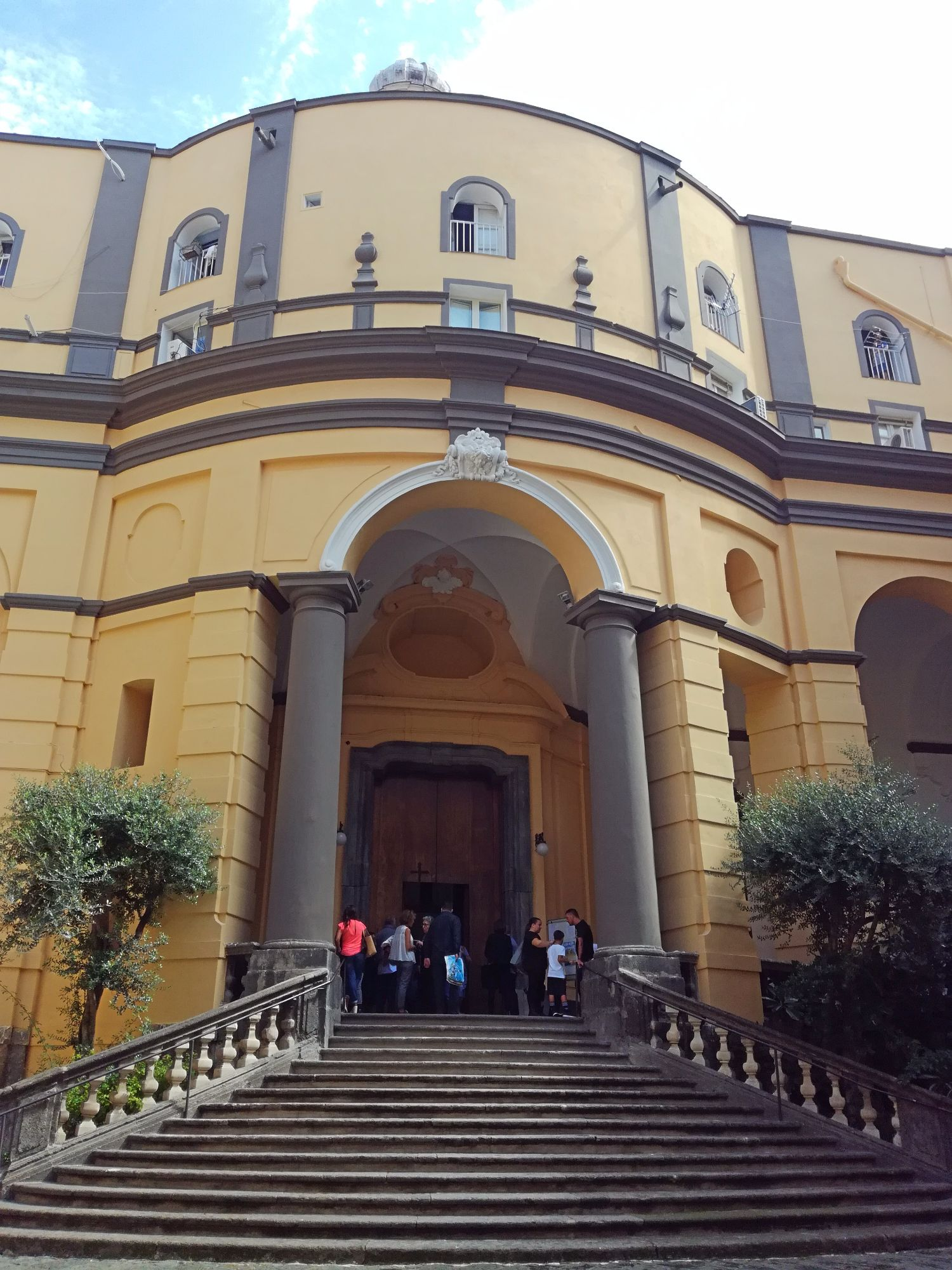
La façade de l'église Santa Maria Egiziaca a Pizzofalcone.

La mise en œuvre du Complexe de Gesù e Maria, commencée en 1580 et achevée en 1603 sur des terrains vendus par la noble famille d'Ascanio Coppola au frère Silvio Atripalda est d'importance. La conception du complexe est confiée à Domenico Fontana qui en construit l'église. Par ailleurs, 1601 voit, à l'initiative d'Annibale Cesareo, la construction de la basilique Santa Maria della Pazienza, restaurée au XVIIIe siècle. Quelques années plus tard, en 1614, commence, dans le quartier appelé Costagliola, la construction du couvent San Potito et dont l'église, un peu plus tard, est conçue par Pietro Marino et qui sera restaurée par Giovan Battista Broggia au XVIIIe siècle. À cela, il faut ajouter en 1617 le couvent San Giuseppe dei Vecchi, dont l'église est conçue par Cosimo Fanzago en 1634 et achevée au siècle suivant. En 1616 et en 1619, les travaux respectivement du couvent San Francesco delle Cappuccinelle et de l'église San Giuseppe delle Scalze a Pontecorvo sont lancés, le noyau d'origine du complexe est du XVIe siècle et est restauré au XVIIIe siècle par Giovan Battista Nauclerio, alors que l'église est conçue dans le Palazzo Spinelli a Pontecorvo par Cosimo Fanzago de 1643 à 1660 et la façade refaite par Giovanni Battista Manni en 1709. Il faut aussi souligner un autre ensemble architectural d'importance, le couvent Santa Maria delle Periclitanti, qui est restauré à la fin du XVIIe siècle par Arcangelo Guglielmelli.
Le Pizzofalcone (ou Monte Echia) est une colline face à la mer. Sa fondation remonte au VIIe siècle av. J.-C. par les habitants de Cumes. Elle prend de l'importance au XVIe siècle, lorsque les expansions des vice-rois atteignent la région de l'ancien palais du vice-roi. La morphologie du sol fait qu'on y construit, au milieu du XVIIe siècle, un camp militaire faisant fonction de forteresse pour recevoir les soldats espagnols, libérant ainsi les Quartieri Spagnoli voisins, pour y laisser la place aux ordres religieux.
La présence de bâtiments civils y est importante et certains sont transformés en églises et en couvents, comme l'église Santa Maria della Solitaria avec son couvent adjacent, l'église de la Nunziatella, remaniée par Ferdinando Sanfelice, la basilique Santa Maria degli Angeli a Pizzofalcone datant du XVIIe siècle, du théatin Francesco Grimaldi et enfin l'église Santa Maria Egiziaca a Pizzofalcone avec son couvent. Cette dernière est fondée avant les émeutes de Masaniello et occupe le domaine de la propriété des Toledo. Elle est conçue par Cosimo Fanzago avant le séjour de celui-ci à Rome. En effet, s'inspirant de la conception de l'église parthénopéenne, il participe au concours pour l'église Sainte-Agnès en Agone en influençant Carlo Rainaldi. Néanmoins, le projet de Fanzago pour Santa Maria Egiziaca est poursuivi par Francesco Antonio Picchiatti, Antonio Galluccio et Arcangelo Guglielmelli qui changent une bonne part du plan d'origine.

### Chiaia et Posillipo

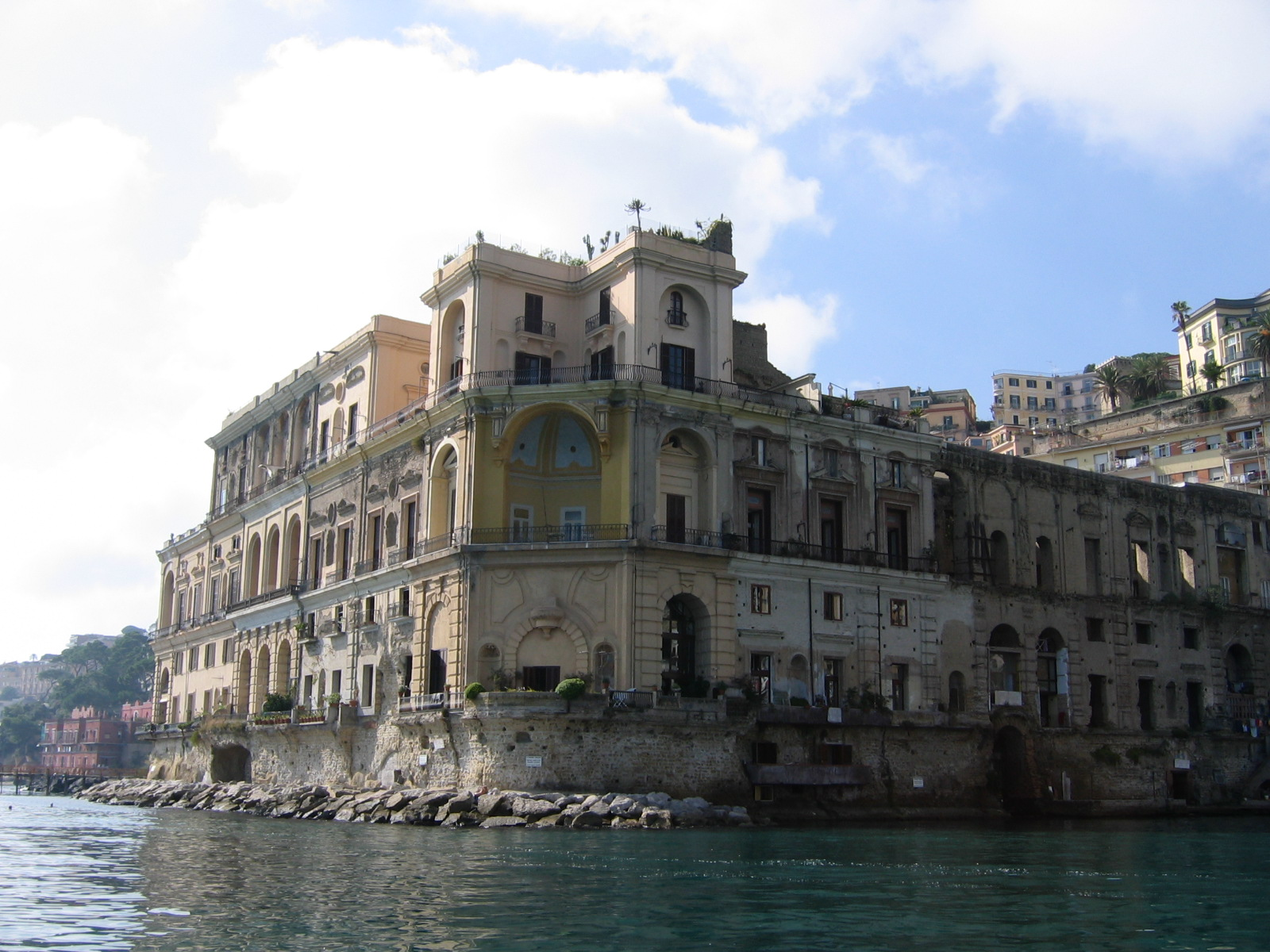
Le Palazzo Donn'Anna vu de la mer

Au-delà de la Porta di Chiaia, les villages de pêcheurs situés entre le Mont Echia et le Pausilippe se trouvent transformés, grâce aux opérations de la Renaissance et du Baroque, en lieux de loisirs de la noblesse avec la présence de villas et de pavillons, comme le palazzo Caravita di Sirignano, construit au XVIe siècle .
La transformation des villages de marins en zones urbaines n'est pas étrangère aux religieux avec leurs fondations laïques, qui ont contribué à la construction d'églises (Santa Maria della Vittoria, Santa Maria in Portico, San Giuseppe a Chiaia, église de l'Ascension de Chiaia et Santa Teresa a Chiaia) leur construction a été confiée à des architectes aussi importants que Cosimo Fanzago, Arcangelo Guglielmelli, Tommaso Carrere et Nicola Longo. En outre, au XVIIIe siècle, naît à l'initiative d'un marchand pisan le couvent San Francesco degli Scarioni dont la conception est confiée à Giovan Battista Nauclerio.
La construction civile se développe principalement le long de la côte, comme le palazzo Ravaschieri, agrandi au XVIIIe siècle par Ferdinando Sanfelice. D'autres bâtiments sont à noter: le palazzo Ischitella, le palazzo Ruffo della Scaletta, auparavant palazzo Carafa di Belvedere et le palazzo Guevara di Bovino.
Un noyau de bâtiments, plus à l'intérieur, surgit dans l'actuel Rione Amedeo (it), autour de l'église Santa Teresa a Chiaia, parmi lesquels on peut citer le palazzo Carafa di Roccella (it) et le palazzo d'Avalos del Vasto (it), tous deux restaurés au XVIIIe siècle par Luca Vecchione et Mario Gioffredo qui donne au palazzo d'Avalos del Vasto une décoration néo-classique très éloignée du style baroque. Au contraire, au bord de la colline du Pausilippe est construit le palazzo Donn'Anna, commandé à Cosimo Fanzago par Anna Carafa, l'épouse du vice-roi Ramiro Núñez de Guzmán, duc de Medina de las Torres. Le travail n'est pas fini à la mort de Donna Anna Carafa et il est donc resté incomplet.
Au cours des XVIIe et XVIIIe siècles, il y a une expansion significative des villages de Villanova et de Santo Strato, où de nombreuses églises sont agrandies et restaurées. Parmi elles, il convient de mentionner l'église Santo Strato a Posillipo, agrandie en 1577, l'église Santa Maria del Faro, agrandie par Ferdinando Sanfelice, l'église Santa Maria della Consolazione a Villanova, construite au XVIIIe siècle par le même Sanfelice et enfin l'église Santa Maria di Bellavista, restaurée en style baroque tardif.

## Églises

### Églises duXVIIesiècle

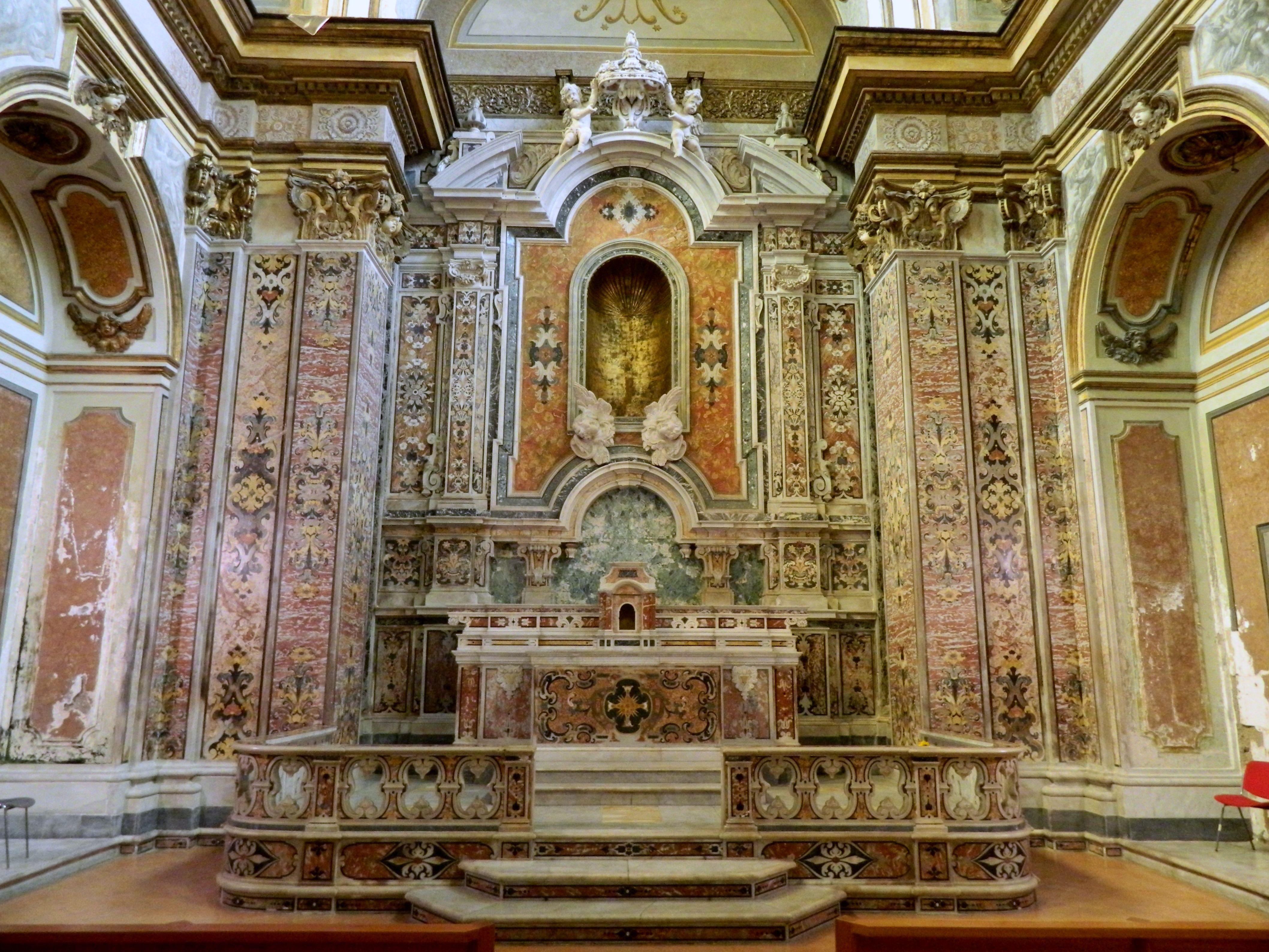
Décoration en marqueterie de marbre, Croce di Lucca

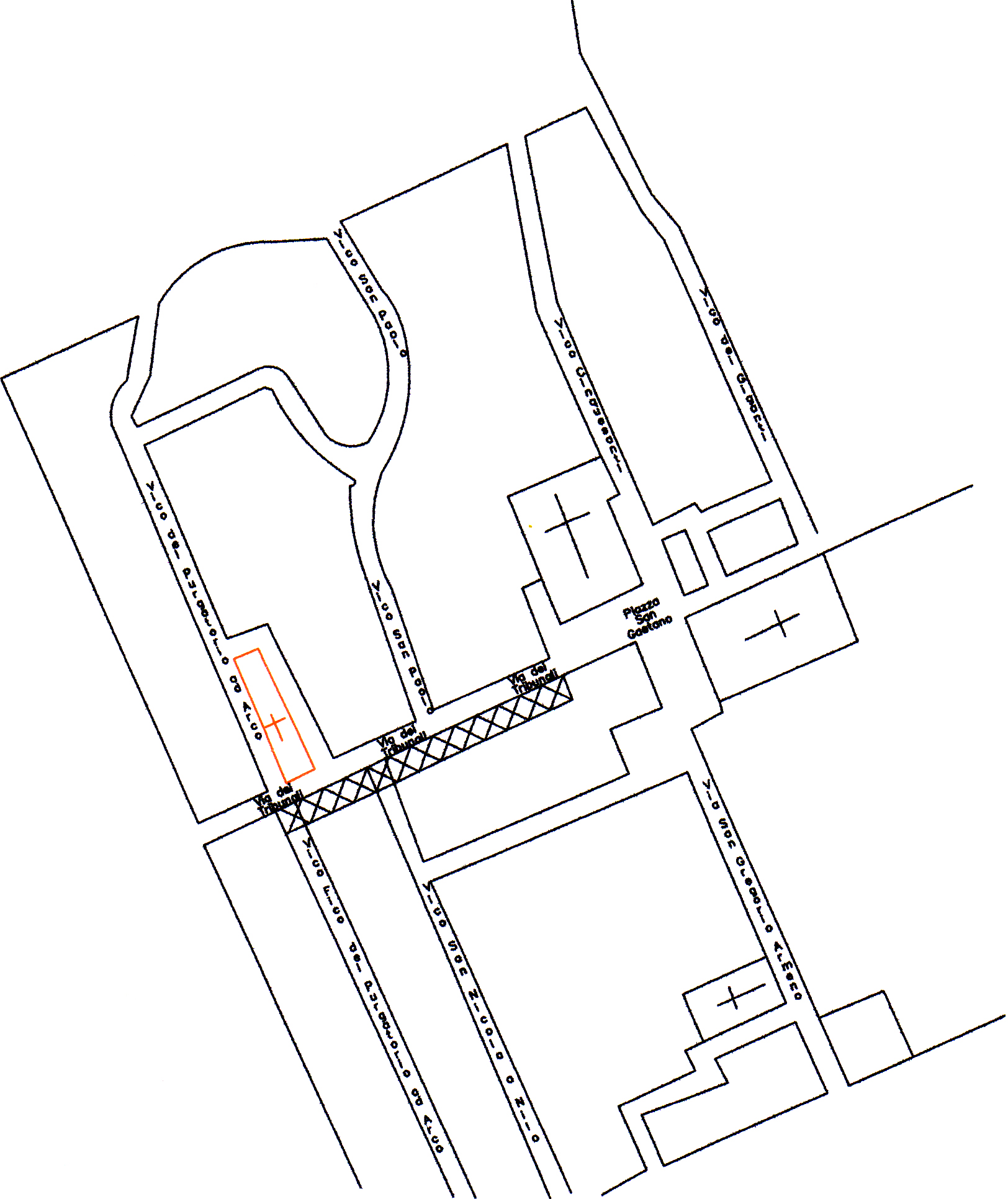
Santa Maria delle Anime del Purgatorio ad Arco (rouge) et cadre urbanistique du Decumanus maximus

Les églises du XVIIe siècle, se composent généralement d'un plan en croix latine ou d'une salle centrale sans transept (un type d'architecture utilisée uniquement pour les bâtiments qui n'ont pas assez d'espace à disposition, comme dans le cas de l'église Santa Maria delle Anime del Purgatorio ad Arco) ou en forme de croix grecque.
Les décorations architecturales-sculptures sont principalement en marbre, leur conception est confiée aux architectes, mais aussi aux marbriers : les décorations du XVIIe siècle sont en marbre débité et assemblé, en opus sectile et en sculpture de marbres polychromes.
Le premier type de décoration est très populaire dans les églises napolitaines, grâce au travail de spécialistes de renom tels que Cosimo Fanzago et Dionisio Lazzari, qui ont produit de précieuses décorations en mosaïque florentine. Ainsi, Lazzari s'est occupé du presbytère de l'église del Purgatorio ad Arco, effectuant une décoration avec une technique brillante, un mélange de revêtements divers : la balustrade est en mosaïque florentine, les murs étaient faits de marbre rouge veiné (qui n'existe plus actuellement, et a été remplacé par des panneaux en plastique) et où les sculptures s'inscrivent bien dans l'appareil architectonique.
L'utilisation de marbres polychromes est particulièrement fréquente dans les églises construites au début du XVIIe siècle et ils sont utilisés dans des décorations issues de thèmes classiques.
Enfin, les décorations en stuc, confiées aux architectes et aux stucateurs, ont été utilisées dans les églises, souvent de petite et moyenne taille (comme dans le cas de l'église San Gennaro all'Olmo ou de la basilique Santa Maria della Sanità, en dernier lieu, pour donner plus de relief à la lumière intérieure).

### Églises duXVIIIesiècle

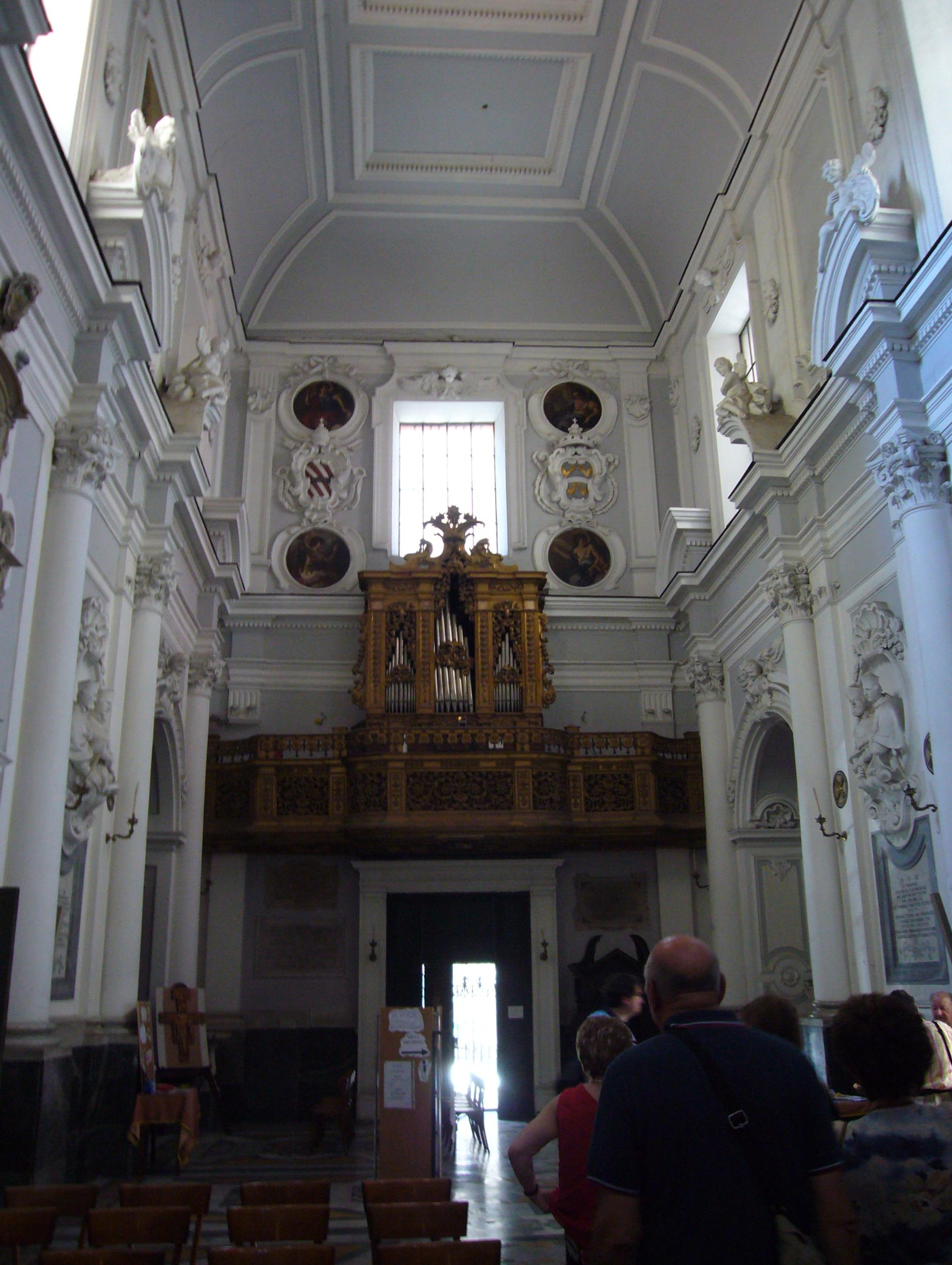
Décoration intérieure en stuc de l'église Sant'Angelo a Nilo.

Les églises du XVIIIe siècle offrent une approche planimétrique plus libre. Ainsi, pour l'église Santa Maria della Concezione a Montecalvario, le plan adopté par Vaccaro est de forme octogonale, avec une croix grecque exprimée dans les axes entrée-abside et transept-transept; l'octogone allongé apparaît au raccordement des axes, et en même temps, il crée des espaces pour les six chapelles et pour le déambulatoire entre les parties. La partie centrale de l'édifice, destinée à la prière des fidèles, est séparée des chapelles et du déambulatoire grâce à une série de piliers qui soutiennent un système complexe de voûtes, tandis qu'en couverture de la partie centrale se trouve un dôme qui irradie l'édifice de lumière.
D'autres plans pleins de fantaisie trouvent leur application dans la chapelle de la Real Albergo dei Poveri de Naples et la Chiesa di Santa Maria del Ben Morire (it). En particulier, la première aurait dû être caractérisée par un plan en forme d'étoile conçu par Ferdinando Fuga, mais elle n'a jamais été achevée et n'est aujourd'hui reconnaissable que par les traces des fondations.
Cependant, d'autres églises de cette période montrent encore un plan traditionnel (croix latines et grecques), ce choix étant favorisé par une plus grande simplicité de construction et pour réduire le coût et le temps d'exécution.
Au XVIIIe siècle, les décorations en marbre d'autrefois sont remplacées par des stucs, car ils sont plus faciles à réaliser. Parmi les principaux stucateurs des églises napolitaines, on note : Domenico Antonio Vaccaro, Arcangelo Guglielmelli, Giovan Battista Nauclerio, Luca et Bartolomeo Vecchione, Bartolomeo Granucci et Giuseppe Astarita.
L'une des églises les plus significatives, montrant une intéressante décoration en stuc, est l'église Sant'Angelo a Nilo. L'intérieur de cette église, fruit du génie d'Arcangelo Guglielmelli, s'inspire de l'architecture classique. Dans de nombreuses autres églises importantes, décorées de stucs, on trouve le travail de Vaccaro, qui a introduit des compositions décoratives tortueuses et adopté la technique des tresses.

## Palazzi
Le palazzo de l'époque baroque n'est pas très éloigné de la typologie de la Renaissance dont il reprend la disposition en un arrangement entrée, cour et escalier.

### Le palazzo duXVIIesiècle

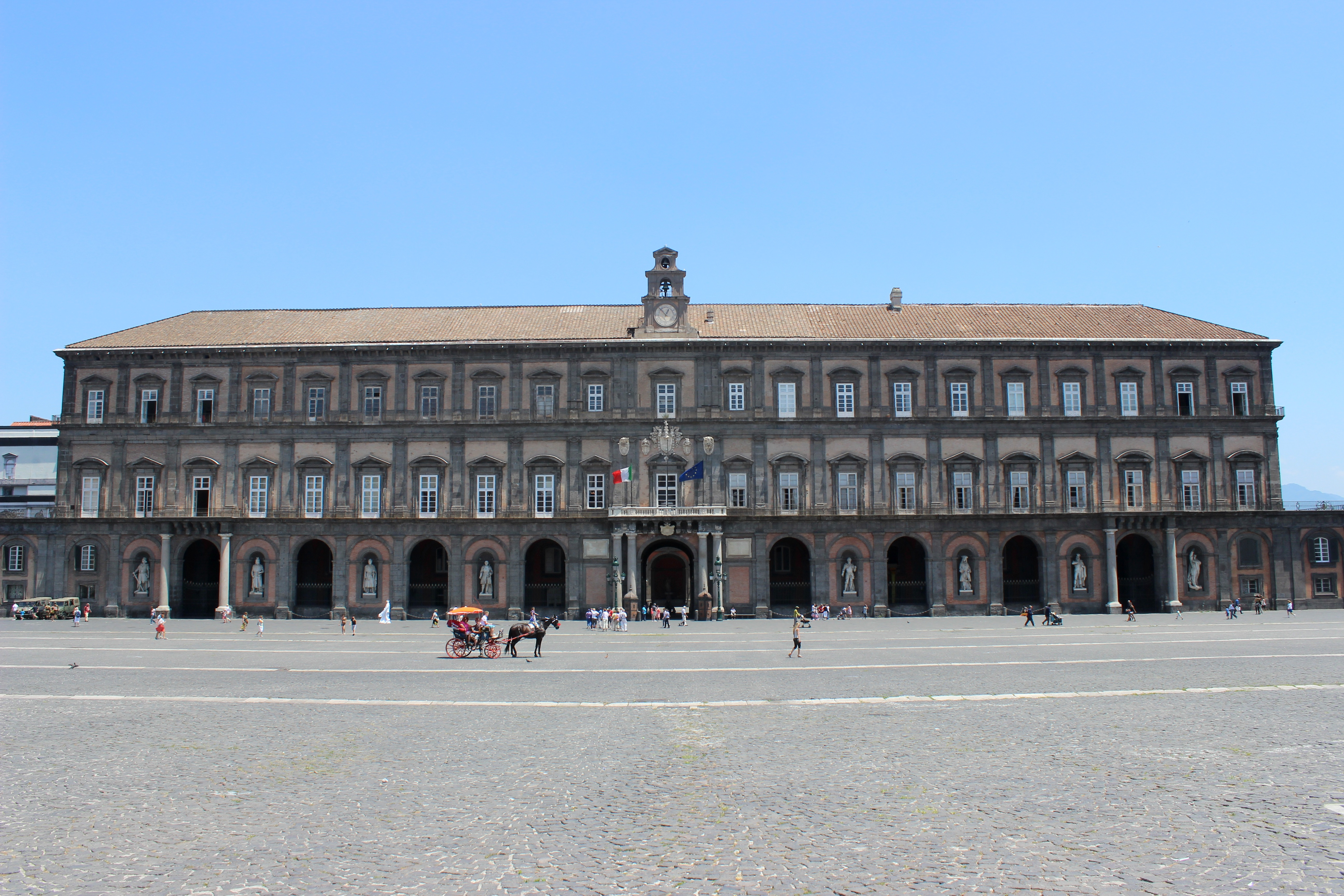
Le Palazzo Reale, l'un des premiers exemples d'architecture civile baroque à Naples

L'un de ces premiers bâtiments construits au XVIIe siècle est le Palais Royal. Le modèle de ce bâtiment est typiquement romain. Ainsi, les escaliers sont encore cachés à l'intérieur de la structure et n'ont pas un accent scénographique. En fait, même d'autres bâtiments dans les débuts du XVIIe siècle présentent des escaliers disposés latéralement ou à un extrême de la façade, comme le Palazzo Carafa della Spina, au départ du type d'escalier ouvert en vogue au siècle suivant.
Au XVIIe siècle, le palazzo s'articule souvent sur deux étages nobles, le premier sert d'étage privé au propriétaire, pour des réunions ou autres, tandis que le second sert d'habitation pour toute la famille. Extérieurement, le palazzo montre la splendeur de la famille, qui s'exprime à travers l'application de nombreuses décorations comme des colonnes alvéolées, des lésènes et des sculptures.
Par ailleurs, au XVIIe siècle de nombreux bâtiments déjà existants subissent des modifications et des réarrangements déterminent une stratification architecturale réellement propre, provoquant parfois des alourdissements structuraux néfastes pour les murs existants. C'est le cas, par exemple, du Palazzo Filippo d'Angiò, qui, en raison des ajouts baroques, montre encore aujourd'hui des éléments en acier servant de structure portante aux blocs en piperno des colonnes de la loggia.

### Le palazzo duXVIIIesiècle

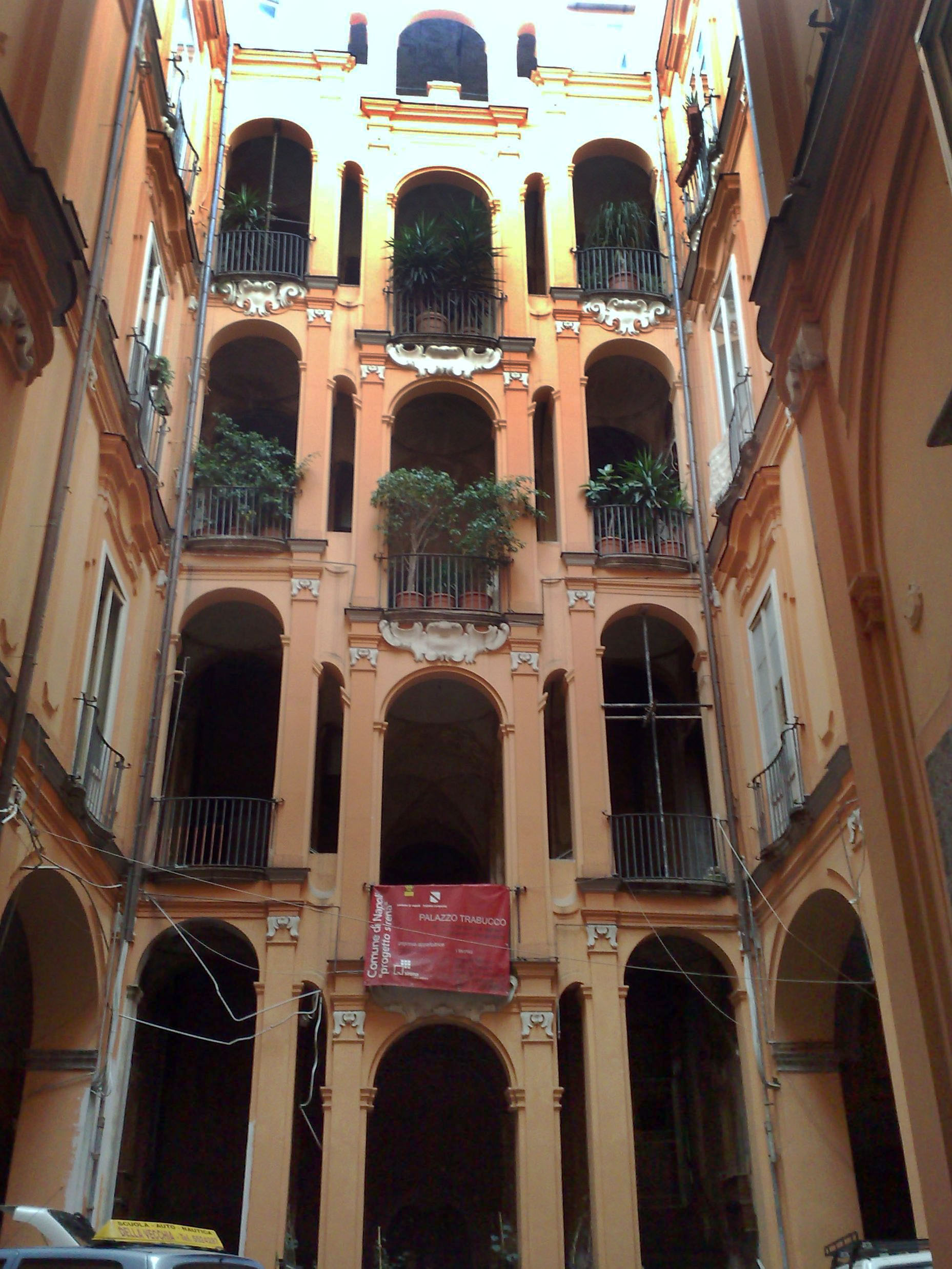
Escalier ouvert du Palazzo Trabucco (de Nicola Tagliacozzi Canale), dans la via S. Liborio 1

Vers la fin du XVIIe siècle, la typologie résidentielle change d'approche. Les structures, et en particulier les escaliers deviennent orienté vers l'entrée.
L'un des plus grands architectes dans le domaine civil est Ferdinando Sanfelice, qui s'est occupé de nouvelles constructions et de rénovations en style baroque. Il construit le célèbre Palazzo dello Spagnolo, tandis que ses travaux de restauration dans le centre historique de Naples sont affectés par la configuration des cours.
Un autre architecte actif dans l'architecture civile est l'omniprésent Domenico Antonio Vaccaro, qui a travaillé dans trois édifices de la ville: le Palazzo di Magnocavallo (it), le Palazzo Spinelli di Tarsia (it) et enfin le Palazzo dell'Immacolatella. Le premier a été en grande partie restauré par l'architecte pour en faire sa propre habitation. Ses décorations sont pour la plupart en piperno et en stuc. Le deuxième, objet d'un ambitieux projet qui prévoyait la construction d'un immense palais fondée sur la recherche de perspectives scénographiques, il n'en reste que le bâtiment central et une cour rectangulaire de grandes dimensions, nommée grande Tarsia. Le troisième bâtiment, le palazzo dell'Immacolatella, est le seul bâtiment d'intérêt historique et architectural dans la zone portuaire.
Parmi les autres architectes du XVIIIe siècle, il convient de mentionner Nicola Tagliacozzi Canale. Actif à partir de 1720 jusqu'à sa mort en 1764, son projet civil le plus important est le Palazzo Trabucco, où les décorations tape-à-l'œil au rococo naissant, donnant vie à un exemple précieux de l'architecture du XVIIIe siècle. L'escalier ouvert dans la cour est particulièrement remarquable.
Les autres expressions architecturales du XVIIIe siècle à Naples se trouvent dans les palazzi de la noblesse, aujourd'hui peu connus du grand public, mais s'y cachent les différents changements de styles qui caractérisent l'époque baroque. En dépit de cela, certains de ces bâtiments ont souffert des restaurations qui ont eu lieu après la Seconde Guerre mondiale, comme c'est le cas de l'immeuble situé au 169 de la via Tribunali (it).

#### Constructions royales

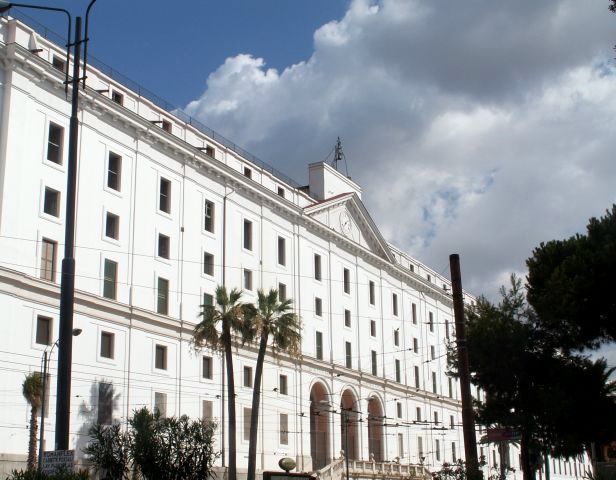
La façade du Real Albergo dei Poveri de Naples

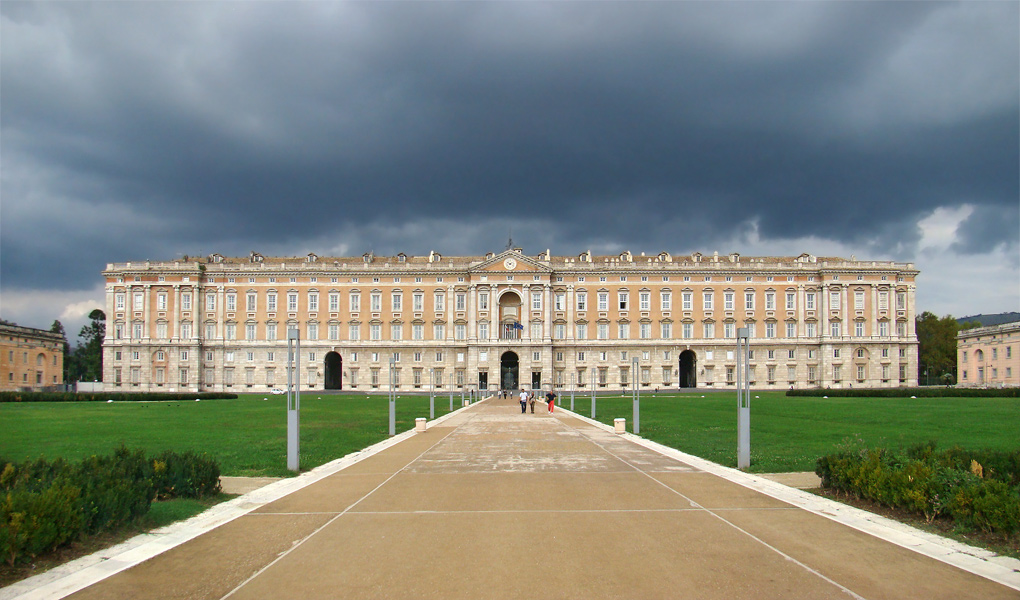
Le Palais de Caserte

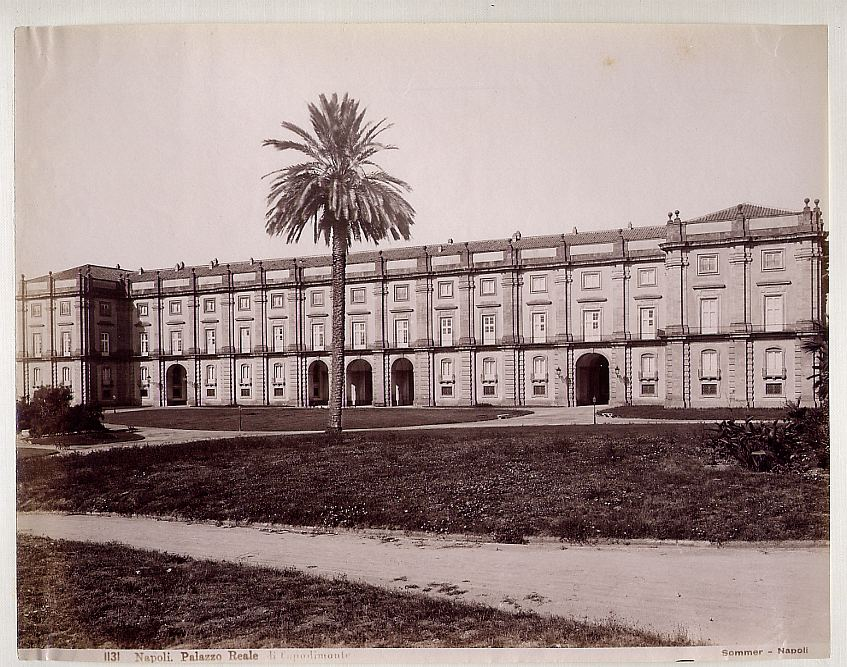
La façade de la Palais de Capodimonte

Au cours du XVIIIe siècle, avec l'avènement des Bourbons, et surtout de Charles VII sur le trône du royaume de Naples, la capitale voit confluer des architectes dont la formation n'est pas locale, comme le susmentionné Ferdinando Fuga, le vieil Antonio Canevari et Giovanni Antonio Medrano, le plus jeune de la cohorte d'architectes nommés par le roi. Ils étaient chargés de la conception du Palais de Capodimonte, magnifique résidence baroque, située à l'époque à la périphérie de la ville.
Dans le même temps, Ferdinando Fuga conçoit le Real Albergo dei Poveri de Naples (en français, Hospice royal des pauvres), aussi appelé le Palais des pauvres car il devait accueillir les pauvres du royaume. Le projet initial, resté inachevé, est l'une des plus grandes œuvres architecturales de l'Europe du XVIIIe siècle : une façade longue de 354 mètres, rythmée par une longue suite de fenêtres, tandis que la partie centrale est ouverte par un portique avec des portes d'entrée de style Michel-Ange, l'accès à ce portique étant servi par un escalier à rampe double qui donne au palais un élan vertical.
Toutefois, la réalisation la plus importante dans ce domaine a été le Palais de Caserte, commencé par Luigi Vanvitelli et terminé par son fils Carlo. Le bâtiment, dans lequel on peut reconnaître également des tendances classiques, exprime avec ambiguïté un style architectural qui réunit les perspectives scénographiques baroque, avec des touches de monumentalité et un équilibre de la décoration et des proportions qui annonce un néoclassicisme naissant.

## Éléments architecturaux civils et sacrés

### Éléments architecturaux civils
Dans le baroque napolitain, les principaux éléments architecturaux sont l'escalier, la cour et le portail qui constituent généralement des invariants dans l'articulation des bâtiments.

#### Portail

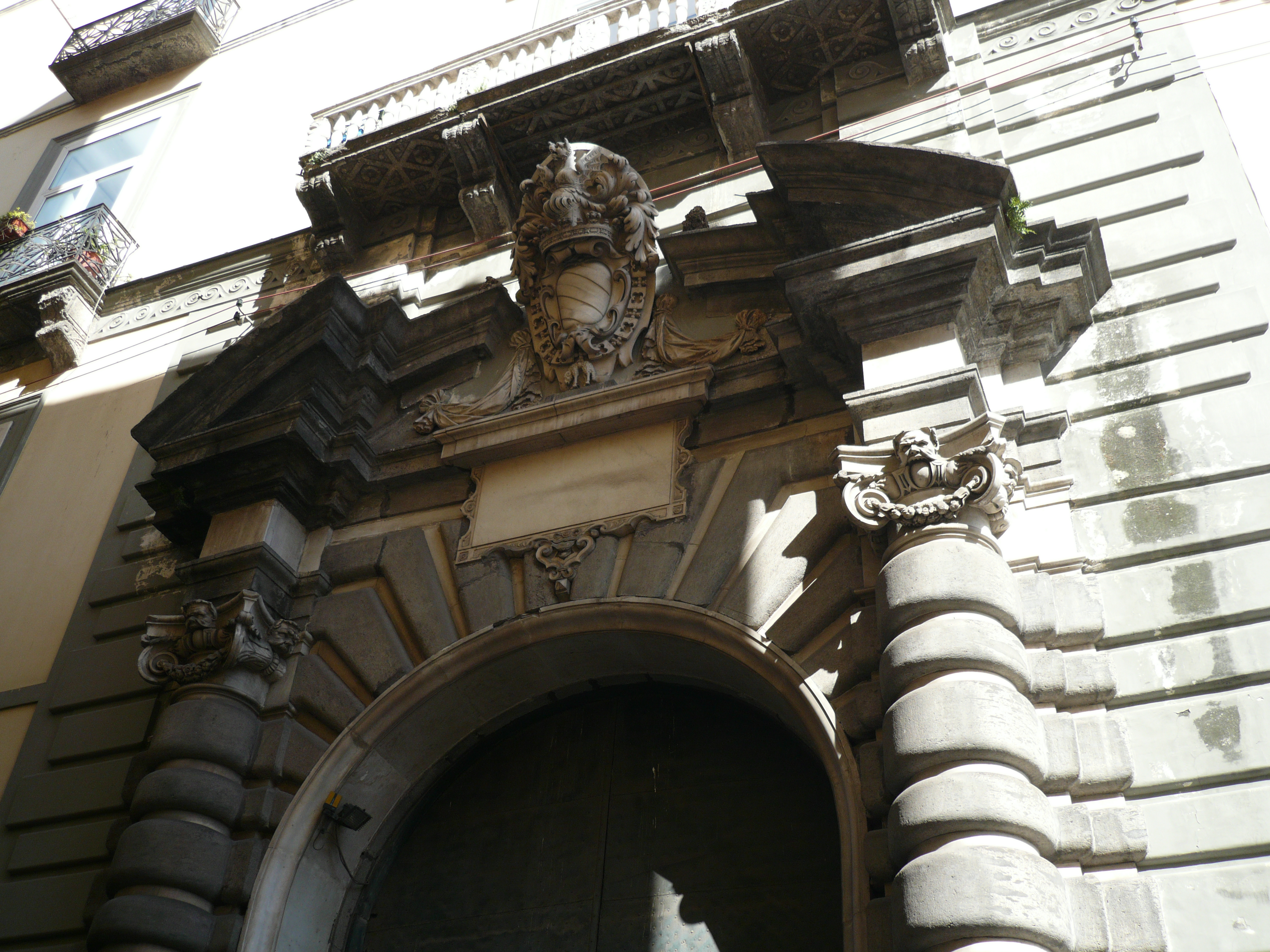
Le portail du, œuvre de Giuliano Finelli

Le portail, le plus souvent en piperno et parfois accompagné de colorations en marbre qui créent un effet de clair-obscur, joue un rôle important dans l'architecture napolitaine du XVIIe siècle. En effet, l'étroitesse des rues du tissu gréco-romain et du quartier Borgo dei Vergini, déterminées respectivement par le plan hippodaméen adapté sur un terrain en pente vers la mer et la nécessité de suivre les contours des cours d'eau torrentiels générés par les pluies, impose la nécessité de concentrer sur le portail toute la théâtralité et l'intensité dramatique du style baroque. Ceci favorise la vue en perspective de l'édifice, car l'attention de l'observateur est dirigée vers la composition des masses constituant le portail. Un exemple en est le portail du Palazzo di Sangro (it), conçu par Bartolomeo Picchiatti et réalisé par Giuliano Finelli, dans lequel s'exprime le contraste des blocs en piperno et en marbre qui accompagne les colonnes cloisonnées composées de blocs qui encadrent l'entrée. L'attention se tourne vers cet élément qui, en un sens, rejette dans l'ombre le reste de la façade Renaissance.
Au XVIIe siècle, Cosimo Fanzago conçoit également d'imposants portails baroques, le plus important est celui du Palazzo Carafa di Maddaloni (it), où l'arche centrale est entourée d'une composition de lésènes toscans reposant sur un socle rehaussé de pierres de taille, qui se termine sur une décoration en marbre avec des tasses, alors que des volutes de raccordement sont présentes sur les côtés.
Au XVIIIe siècle, la construction de portails fastueux atteint son apogée. Ferdinando Sanfelice conçoit, outre d'innombrables escaliers ouverts, des portails d'une grande qualité architecturale, comme celui du Palazzo Filomarino (it). La structure de l'arche est ici mixtiligne et entourée par une composition en pierres de taille (qui reprend le caractère stylistique de l'arc brisé avec des blocs de marbre), le tout surmonté d'un fronton brisé avec des volutes entourant au milieu une frise avec métope.

#### Cour
La cour du baroque n'est rien de plus que l'évolution de la cour en piperno du XVe et du XVIe siècle. Souvent, elle consiste en une adaptation plano-volumétrique d'une cour préexistante.
L'étroitesse des rues, dont il est question plus haut, a grandement influencé l'articulation de ces espaces. En fait, les architectes responsables de la conception des cours ont été confrontés à la nécessité de concilier les dimensions restreintes des lieux à l'exigence de réaliser des structures scénographiques pour ce qui était censé représenter, en un sens, la place centrale du palais.
Les éléments qui composent la structure de la cour sont la loggia (rare à Naples), le portique en piperno, l'escalier ouvert et d'autres éléments structuraux et décoratifs pour renforcer et d'élargir la vision de l'espace. Remarquable est la loggia du Palazzo Carafa di Maddaloni (it), où Cosme Fanzago créé une merveilleuse solution architecturale basée sur le point de fuite généré par la présence même de la loggia.
D'autres exemples importants sont les cours de la via Santa Maria di Costantinopoli, où les bâtiments ont été construits à proximité des anciens remparts de la ville avant l'expansion décidée par Pierre Alvarez de Tolède. Les bâtiments y sont construits autour d'une cour en U, fermée, sur le côté ouvert, par une cloison qui la sépare du jardin de l'immeuble d'en face, la création de magnifiques jardinets privés. Souvent, sur la paroi du fond on peut trouver, disposées de manière symétrique, des décorations sculpturales accompagnant les fontaines.
Des cours de petite taille se trouvent dans les extensions urbaines planifiées, comme dans le Quartieri Spagnoli, où a été adopté, dans le cadre de l'aménagement territorial, une module repris par de nombreux bâtiments des quartiers Avvocata et Montecalvario, sauf dans la zone de Tarsia et Toledo, où le bloc assume des caractéristiques plus monumentales.
D'un point de vue géométrique, les cours ont des formes diverses. Par exemple, celle du Palazzo Spinelli di Laurino se caractérise par un plan ovale avec des décorations en piperno et des sculptures. Celle du Palais Caracciolo di Avellino, construit à la Renaissance, a une conformation structurelle différente. Dans ce cas, la cour assure une fonction urbanistique, car elle se constitue réellement comme une place (une sorte de cour d'honneur) entre la rue et l'immeuble lui-même.
Par contre, d'un point de vue fonctionnel, les cours ont aussi pour rôle de regrouper les différentes parties du bâtiment, en les reliant les uns aux autres, comme dans l'hôpital des Incurables, où elle donne sur la pharmacie, l'hôpital et les bureaux du personnel.

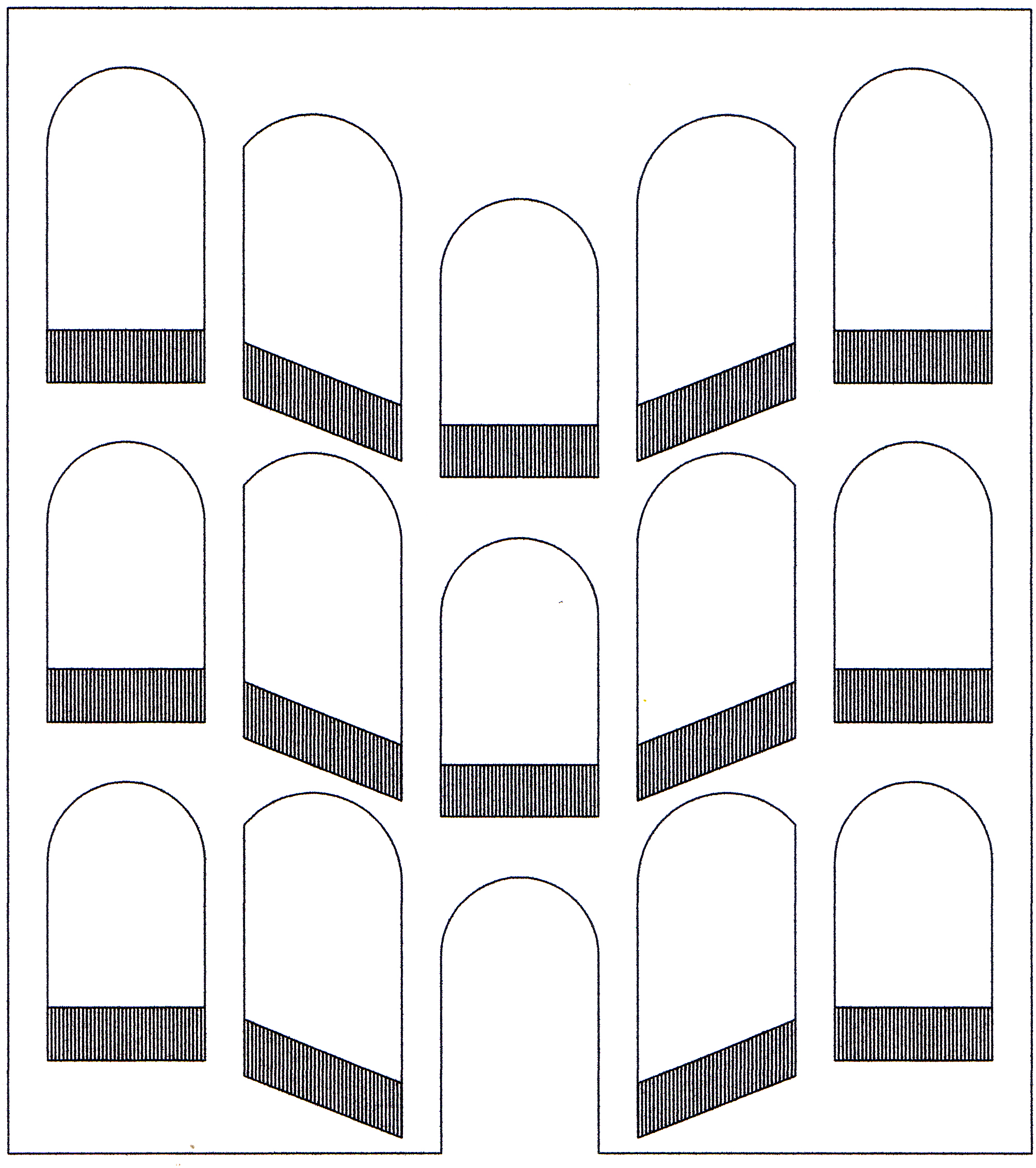
Schéma de la structure d'un escalier baroque du XVIIe siècle, aux ailes de faucon

#### Escalier
L'escalier est un élément très important du palazzo napolitain, tant à la Renaissance qu'au baroque. L'escalier baroque s'inscrit dans la cour en devenant le point de fuite scénographique de la vue d'ensemble du bâtiment.
Au XVIIe siècle, l'escalier est encore lié à une fonction essentiellement utile à la structure, celle décorative et symbolique apparaît la plupart du temps dans les parvis des églises, lorsque l'escalier souligne la différence entre le sacré et le profane, la sagesse et l'ignorance, la richesse et la pauvreté. Ce n'est qu'au XVIIe siècle que se développe le modèle baroque de l'escalier ouvert, qui se superpose, dans la plupart des cas, aux structures existantes.
Le plus grand concepteur d'escaliers ouverts est le noble Ferdinando Sanfelice, crée de véritables décors de théâtre, où émerge un réseau dense structurel constitué des voûtes qui rejettent leur poids sur les piliers. De Sanfelice, sont célèbres les escaliers ouverts du Palazzo dello Spagnolo et du Palazzo San Felice. Une attention particulière doit aussi se porter sur ses escaliers fermés, caractérisés par les reliefs apparents des voûtes, comme au Palazzo di Majo (it).
Le principe de l'escalier ouvert à la Sanfelice a également été repris par des architectes postérieurs, jusqu'au XIXe siècle. Néanmoins, ce n'était pas la seule solution adoptée, puisque vers le milieu du XVIIIe siècle, se sont développés des escaliers à loggia, comme au Palazzo Acquaviva d'Atri (it), où Giuseppe Astarita s'est inspiré de projets existants de Giovanni Francesco Mormando.

### Les éléments architecturaux du sacré
Dans l'architecture sacrée, les éléments permettant d'appréhender au mieux le baroque napolitain sont : le parvis surhaussé, référence symbolique à la hauteur du divin, les façades spectaculaires, le portail, le plan et le dôme.

#### L'escalier et le parvis

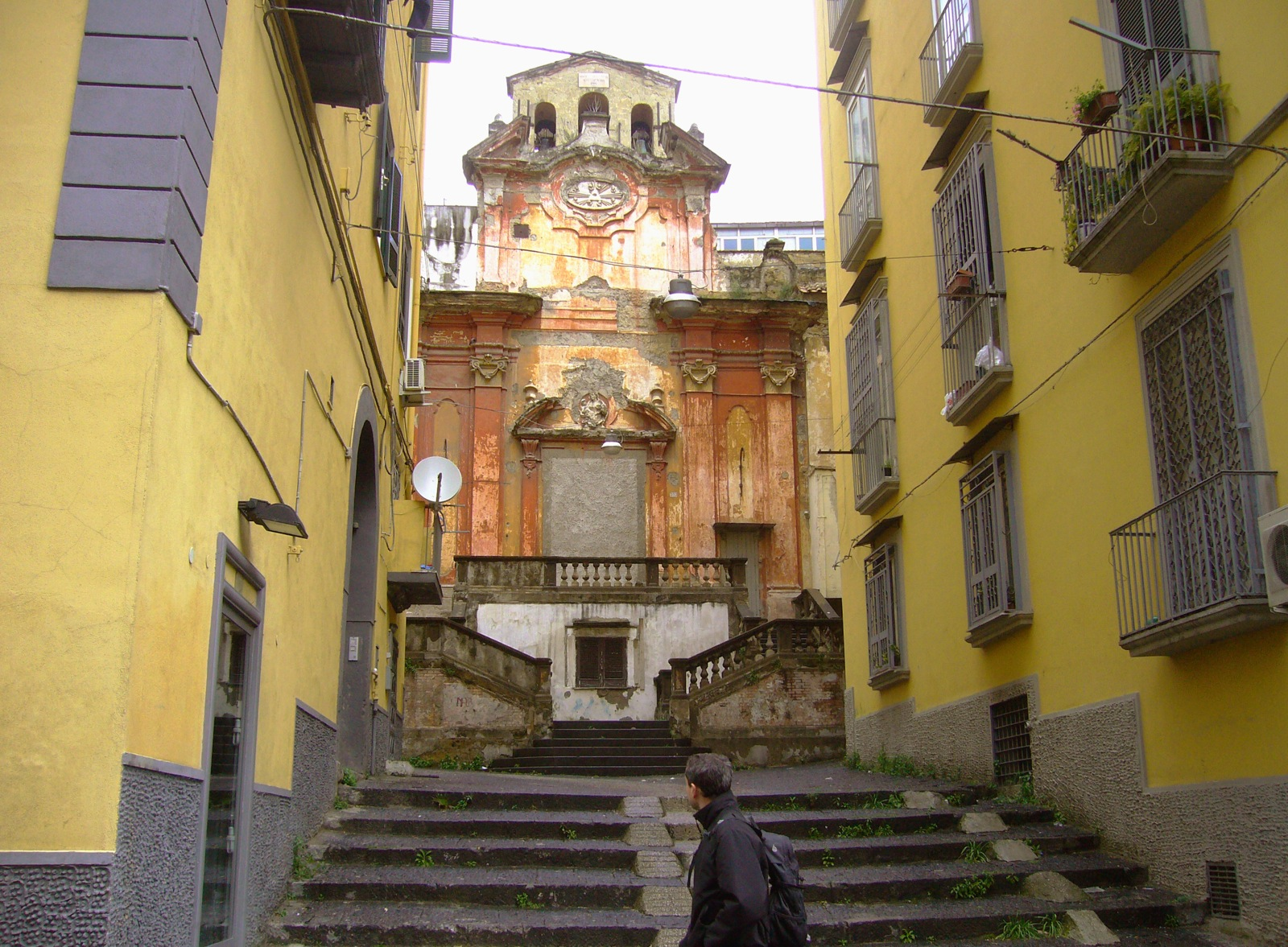
Le parvis de l'église de la Santissima Trinità alla Cesarea.

De nombreux édifices religieux sont précédés d'un escalier-parvis, une solution due aux aspects symboliques et techniques. Du point de vue symbolique, il représente la séparation entre le monde extérieur laïque et profane avec le monde spirituel et sacré de l'église et du couvent. L'aspect technique fait de l'escalier l'élément avec lequel il est possible de gravir la pente naturelle du sol de la ville. En fait, en raison de la morphologie escarpée de Naples, les églises ont été construites sur de vrais travaux de terrassement, et reliées au niveau inférieur par l'intermédiaire d'une série d'escaliers. En même temps, les escaliers peuvent servir à donner davantage d'élan à la structure, en soulignant aussi bien la valeur architecturale que la symbolique.

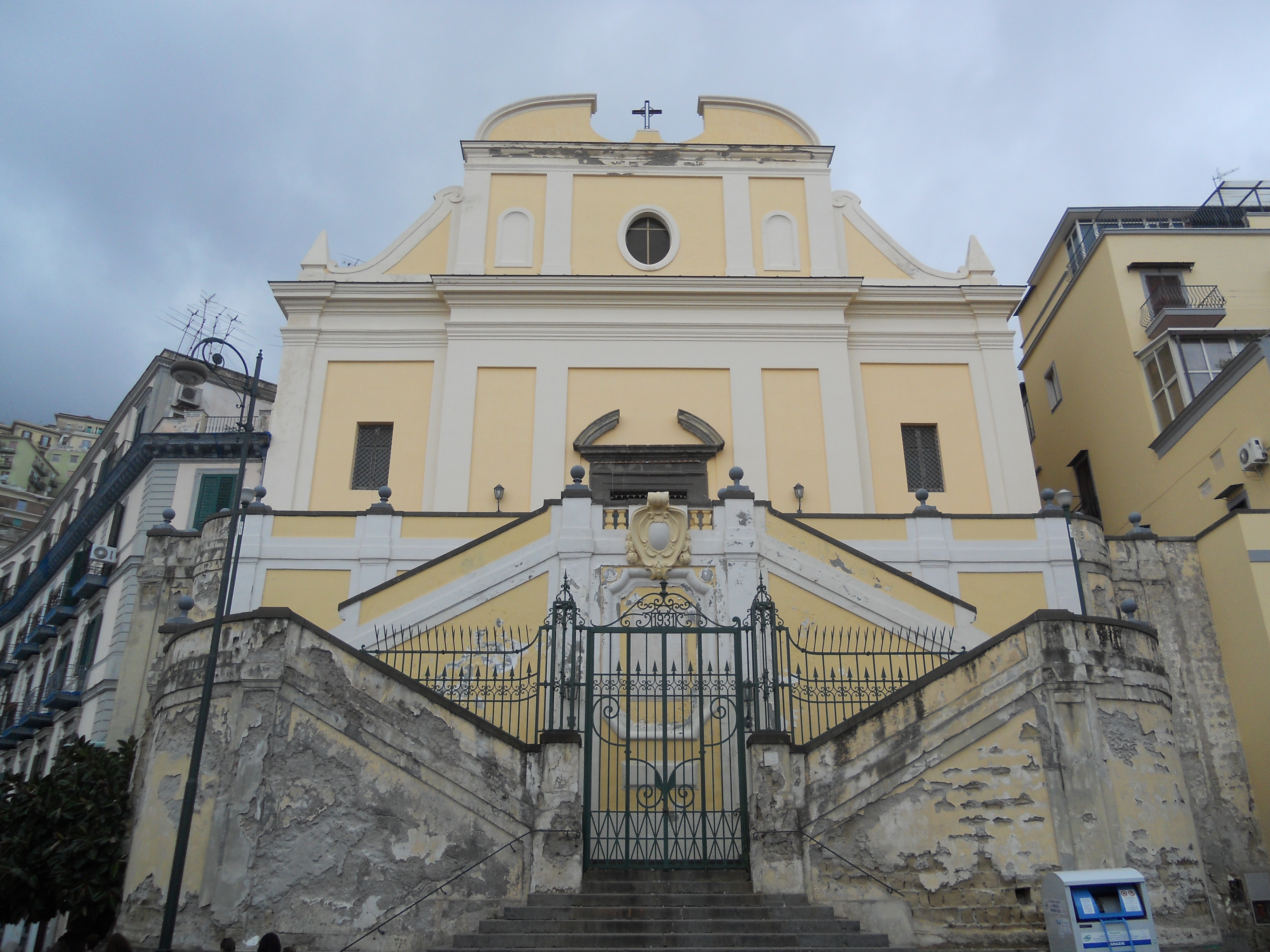
Escalier à double rampe de l'église Santa Maria Apparente.

Un exemple est le parvis de l'église Santa Maria ad Ogni Bene dei Sette Dolori: le bâtiment, sis sur les pentes du Vomero, présente divers niveaux de hauteur, en particulier dans l'ancien couvent situé le long de la via Santa Lucia al Monte et le parvis de l'église donnant dans le carrefour de trois rues (via Girardi, via Scura et via Santa Lucia al Monte).
La Chiesa di Santa Maria la Nova (it) (construite entre 1596 et 1599 en style renaissance tardive, mais avec des influences maniéristes, avec des interventions par la suite d'essence baroque) montre un système similaire à celui de l'église de la via Scura. Le parvis est précédé de deux rampes d'escaliers, mais celle de droite est quasiment deux fois plus longue que celle de gauche, à cause de la l'orientation du terrain.
D'autres exemples sont la basilique San Paolo Maggiore, l'église de la Santissima Trinità alla Cesarea, et la Chiesa di Santa Maria Donnaregina Nuova, dont la déclivité du sol va de l'ouest vers le nord-ouest et de l'est vers le nord-est. Devant l'église San Nicola a Nilo, l'escalier devient un élément qui renforce la monumentalité de l'édifice, le rendant plus impressionnant aux yeux de l'observateur.

#### La façade

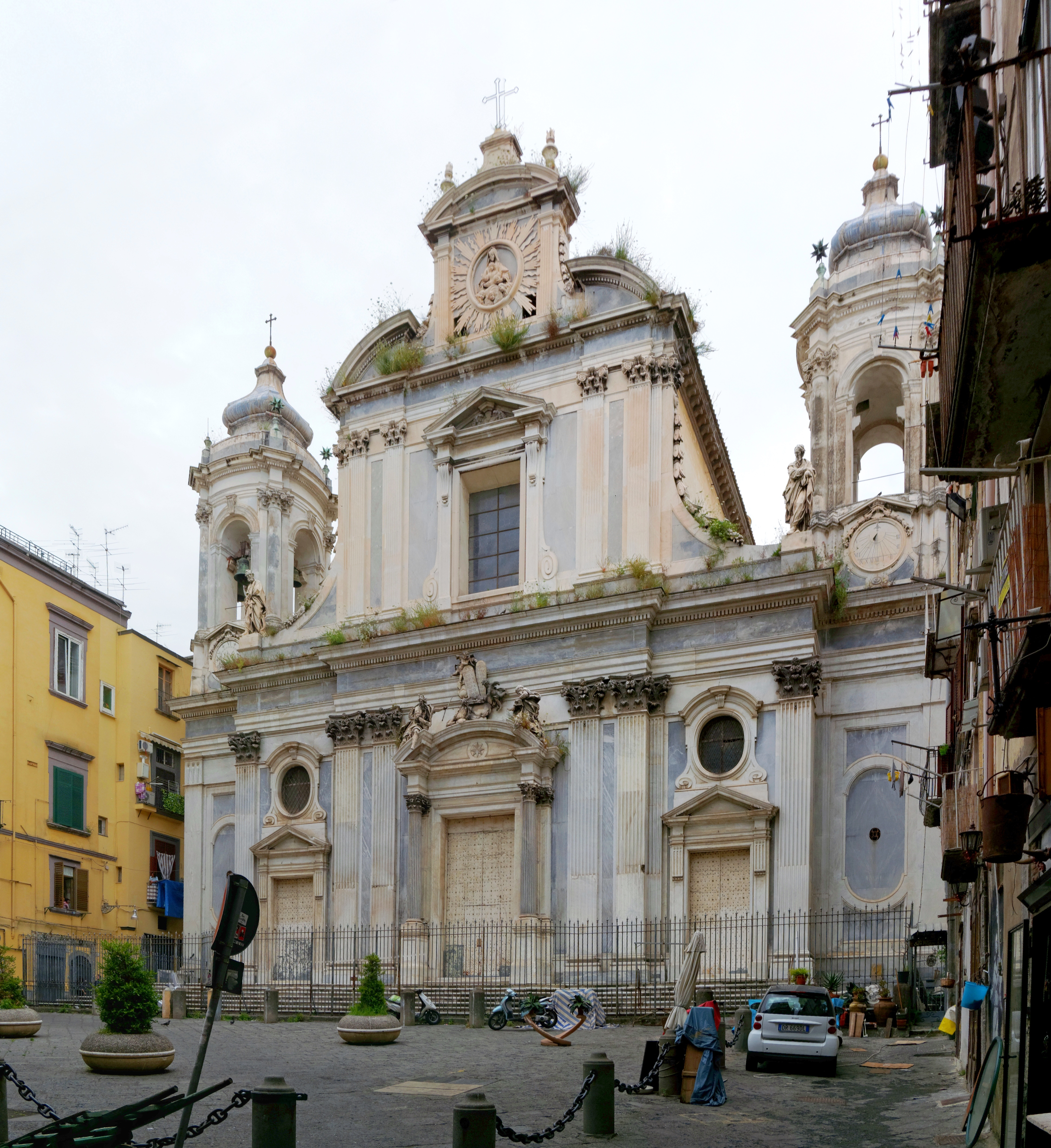
Façade de l'église des Girolamini.

La façade est une sorte de machine de fête extérieure des ordres religieux. Les cas les plus représentatifs d'innovation et d'ancrage dans l'histoire sont offerts par la façade de l'église des Girolamini (des Oratoriens) et celui de l'église San Giorgio Maggiore. Un premier projet de façade à deux campaniles de l'église des Girolamini remonte à 1614 selon une esquisse du père Talpa. Les travaux sont exécutés par Dionisio Lazzari, Arcangelo Guglielmelli, architecte de l'ensemble conventuel jusqu'à sa mort (1723), et enfin par Ferdinando Fuga, qui a terminé le projet. L'avancement des travaux qui ont touché le bâtiment peut être vu dans des panoramas de la ville au XVIIe siècle, les premiers changements ont eu lieu dès 1602, lorsque les Oratoriens ont cédé l'espace à l'avant.
La façade de l'église San Giorgio Maggiore, cependant, a été détruite après l'expansion de la via Duomo en 1860. Elle est le fruit des démolitions qui ont eu lieu lors des travaux de Fanzago au cours du chantier de reconstruction du bâtiment. L'entrée était enserrée dans un corps de logement et, pour profiter de l'espace du parvis, les maisons existantes ont été démolies créant un élargissement capable de rendre visible la façade.

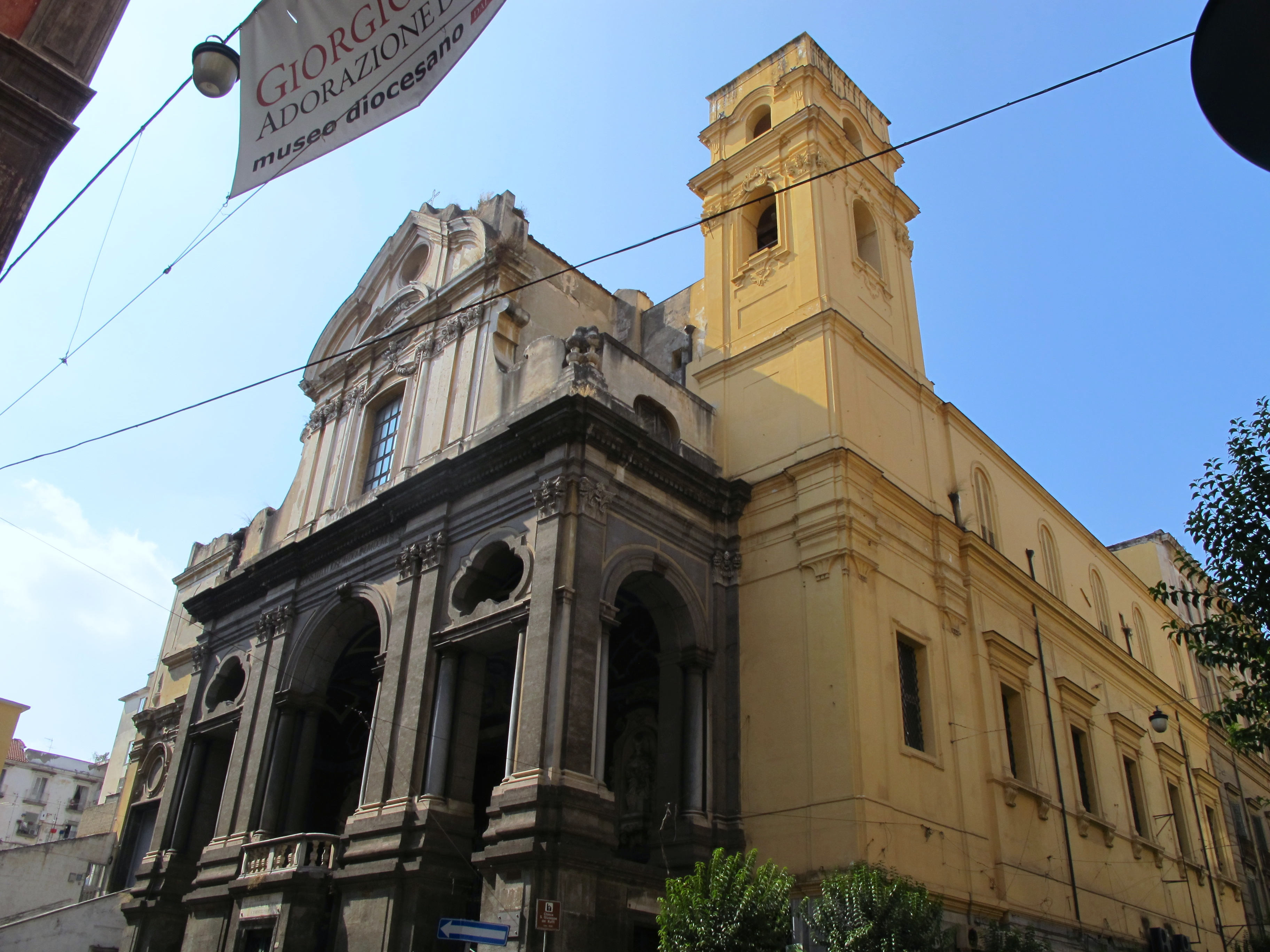
Double façade de l'église San Giuseppe dei Ruffi.

Les façades de l'époque baroque offrent de toute façon un important répertoire de compositions, favorisées par la présence remarquable dans la ville d'ordres et de congrégations divers. La double façade est fort récurrente, une figure de style qui cache derrière une devanture la vue d'une autre façade. Des exemples en sont la serlienne créée par Cosimo Fanzago pour la chartreuse San Martino et l'église San Giuseppe dei Ruffi. Concernant les ensembles conventuels, les façades les plus monumentales sont très simples, mais ont une richesse décorative, comme dans le cas de l'église San Ferdinando (ancienne église jésuite Saint-François-Xavier), la basilique San Paolo Maggiore, les Girolamini, San Lorenzo Maggiore et la Chiesa di Santa Maria Donnaregina Nuova. L'église du Gesù Nuovo est un cas particulier car la décoration en marbre des fenêtres baroques s’insère dans la façade Renaissance. La façade à portique est déjà utilisée à la fin du XVIe siècle dans la devanture de l'église San Gregorio Armeno, tandis que sont construits au début du XVIIe siècle le portique de l'église Santa Maria della Sapienza, de l'église Santa Maria della Stella, du Pio Monte della Misericordia et de l'église San Giovanni Battista delle Monache.

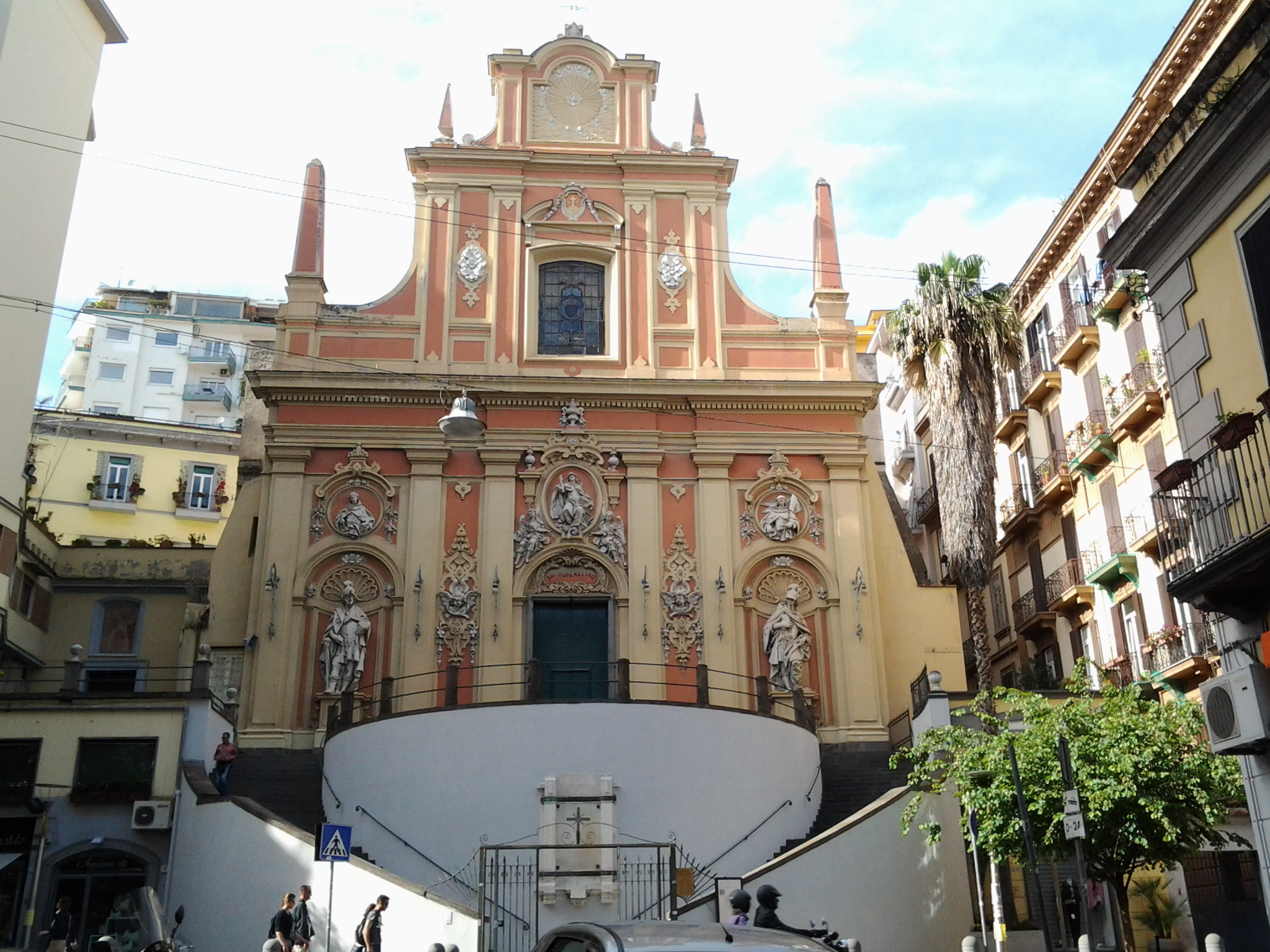
Façade de l'église Santa Teresa a Chiaia.

Les décorations récurrentes sont les chromatismes en piperno et en marbre qui donnent un effet théâtral sublime, où on retrouve très souvent un fort symbolisme, comme pour l'église Santa Maria delle Anime del Purgatorio ad Arco, dont la façade a été construite en deux phases : la première vers le milieu du XVIIe siècle par Lazzari, tandis qu'un siècle plus tard, la deuxième est plus austère. Les motifs qui se répètent sur la devanture sont de caractère mortuaire (crânes, os). Des cas similaires à celui-ci sont l'église Santa Maria Vertecoeli, dont la façade en stuc conçue par Bartolomeo Granucci, est caractérisée par la présence de ces symboles mortuaires.
Après les tremblements de terre de 1688 et 1693, de nombreuses façades sont presque complètement refaites. Un exemple frappant est l'église Santa Teresa a Chiaia, dont la façade de marbre et piperno datant du milieu du XVIIe siècle a été entièrement reconstruite avec les décorations que l'on peut voir actuellement.
Au XVIIe siècle, on assiste une évolution progressive de formes plutôt exubérantes à un style plus austère, caractérisé par une utilisation régulière des ordres architecturaux. Avec l'avènement du style rococo, on applique sur les façades des décorations modelées en stuc et, contrairement au XVIIe siècle, des fenêtres caractérisées par des formes plus sinusoïdales.

#### Le portail

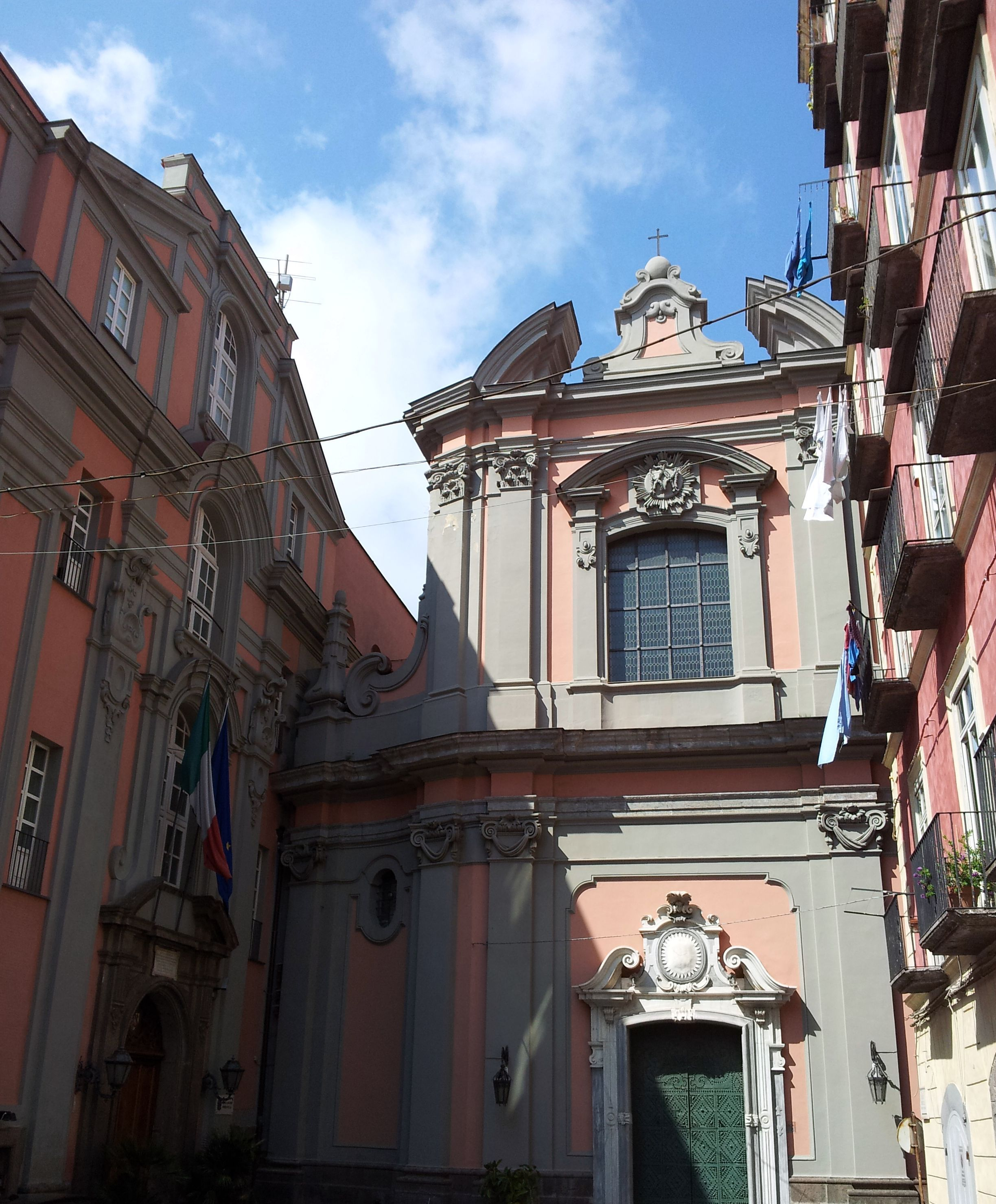
Façade et portail de l'église de la Nunziatella.

Le portail, même quand il se confond avec les bâtiments existants, apparaît comme une partie organique de l'église et du couvent parce que, du point de vue de l'architecture, de même que dans l'architecture civile, il donne de l'importance et de la monumentalité à la façade, étant donné la présence de rues et de ruelles de dimensions étroites.
La majeure partie des portails napolitains est en piperno, piperno parfois en stuc et en marbre dans les bâtiments les plus importants. Cependant, beaucoup sont cachés derrière des façades doubles.
Le portail du XVIIe siècle est assez simple, il est presque toujours formée d'un encadrement en piperno avec des rampants et un entablement qui se termine avec ou sans tympan (en fonction de la taille de l'immeuble et du style du portail lui-même). La conclusion avec un tympan permet plusieurs options de clôture: la classique est le tympan triangulaire ou en arc, mais il y a aussi des tympans brisés à la sixième sur les côtés et des portails entourés par un système de lésènes qui confèrent une plus grande monumentalité à l'ensemble.

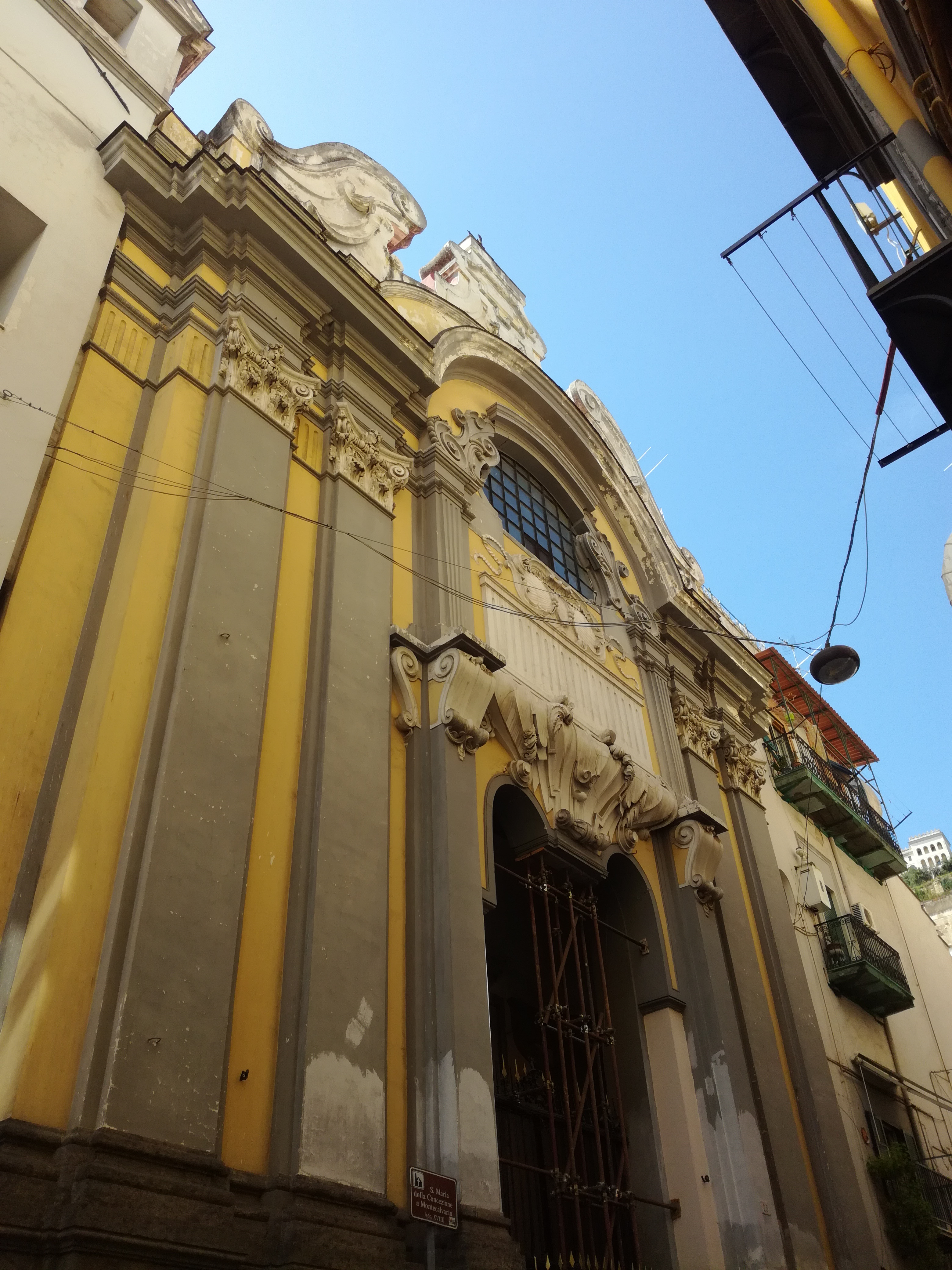
Vue du portail de l'église Santa Maria della Concezione a Montecalvario.

Lors des restaurations de la fin du XVIIIe siècle est apparue l'exigence de décorer les portails et les structures avec du stuc qui accentue la décoration plastique de la devanture, comme dans l'église Santa Teresa a Chiaia, en supprimant en même temps tous les chromatismes du piperno.
Un cas particulier est celui du portail du Gesù Nuovo, qui est configuré comme une extension du portail préexistant, considéré du XVe siècle et qui appartenait à l'ancien bâtiment conçu par Novello da San Lucano (palazzo Sanseverino). La composition d'origine a été maintenue jusqu'en 1685, année où la Compagnie de Jésus apporte les changements structurels actuels, en ajoutant un entablement et des colonnes composites.
Au XVIIIe siècle, les portails contiennent des motifs plus légers avec la présence de boucles, cimaises et autres décorations provenant de la fusion de l'architecture napolitaine avec les goûts rococo. De ce point de vue, les portails des églises de la Nunziatella et de San Nicola dei Caserti sont exemplaires : leurs tympans, presque semblables dans la forme, présentent une composition formée de lignes sinueuses qui se terminent par des volutes enroulées, avec une niche centrale en piperno ou en marbre décoré.
En outre, les décorations, dans leur ensemble, des façades déterminent la construction de portails avec des profils très particuliers et complexes, comme celui de l'église Santa Maria della Concezione a Montecalvario, tandis que d'autres comportent une simple décoration rococo.

#### Le plan

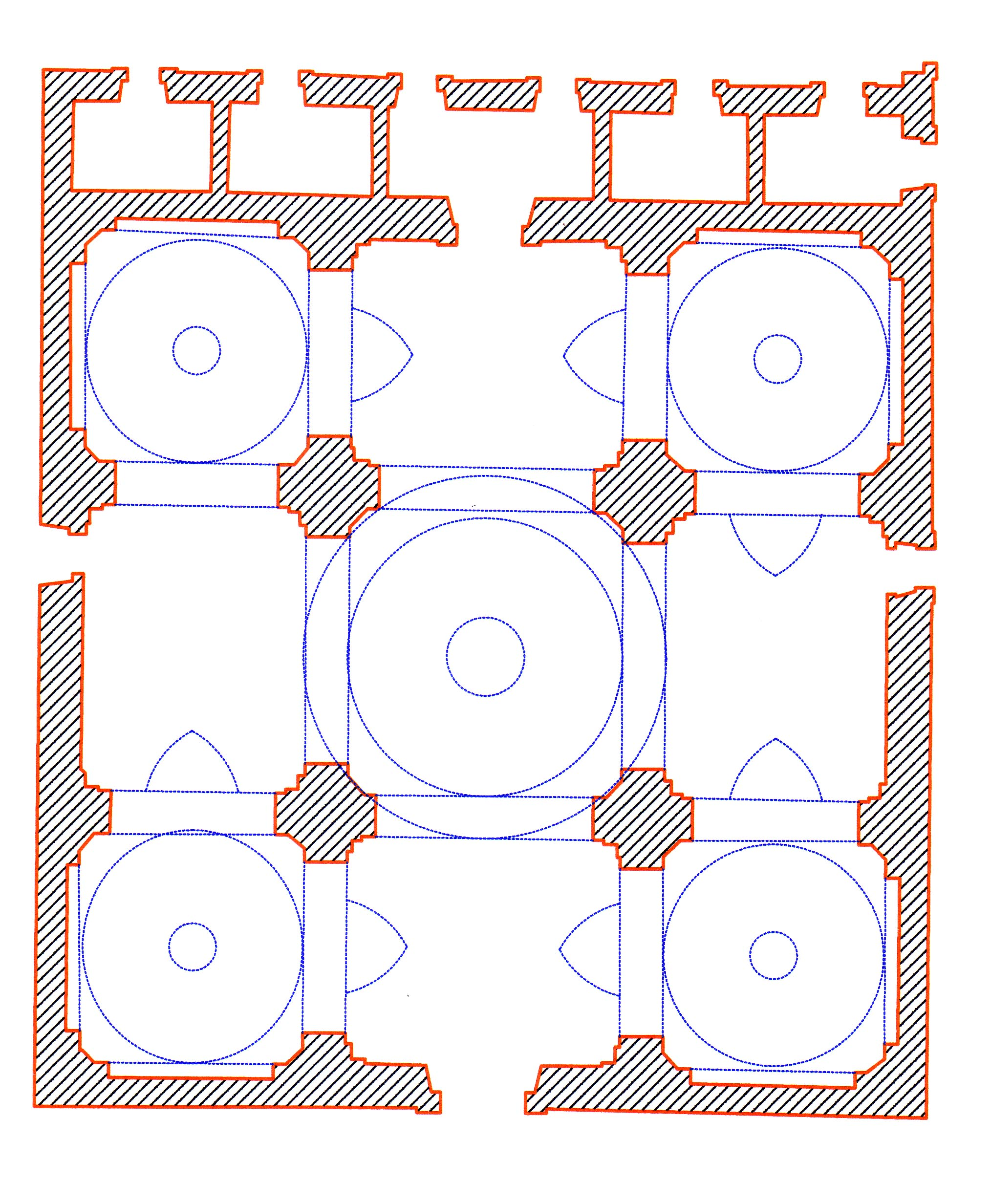
Plan de l'église démolie du

La période baroque est une période très importante pour le développement du plan centré en Italie et en premier lieu à Naples, où les intérieurs deviennent l'expression la plus vivante du baroque napolitain.
Les trois premières décennies du XVIIe siècle se caractérisent par une expérimentation intense et constante de la conformation des espaces sacrés. Giuseppe Nuvolo est l'un des principaux architectes qui s'est consacré à la recherche constante de solutions neuves et originales. On lui doit la basilique Santa Maria della Sanità et son couvent annexe, dont il reste aujourd'hui le cloître ovale (it) (gâché par le Ponte della Sanità). Dans la conception de l'église, il a dû tenir compte, non sans difficulté, des structures existantes, adoptant un chœur surélevé pour permettre l'entrée des catacombes de la basilique paléochrétienne. L'histoire lui attribue aussi une participation à la construction de la Chiesa di San Sebastiano (it), caractérisée par un plan ovale. Cet édifice a été démoli dans les années 1950, car jugé dangereux.
D'autres plans mélangés apparaissent dans l'église Santa Maria Maggiore alla Pietrasanta édifiée à la fin du XVIIe siècle par Cosimo Fanzago (qui met l'accent sur l'espace créé par le jeu des voûtes sphériques et des dômes), dans le Collège Sant'Ignazio al Mercato et dans l'église du
Complesso della Santissima Trinità delle Monache (it). Pietro de Marino, lui, a dessiné le plan de la Chiesa di Santa Maria a Cappella Nuova (it), démolie dans les premières années du XIXe siècle
En ce qui concerne le plan elliptique et le plan ovale, les premières expériences effectuées à Naples datent du plan du frère Nuvolo pour le cloître, déjà mentionné, de la basilique Santa Maria della Sanità (autour d'un ovale polycentrique) et pour l'église San Carlo all'Arena.

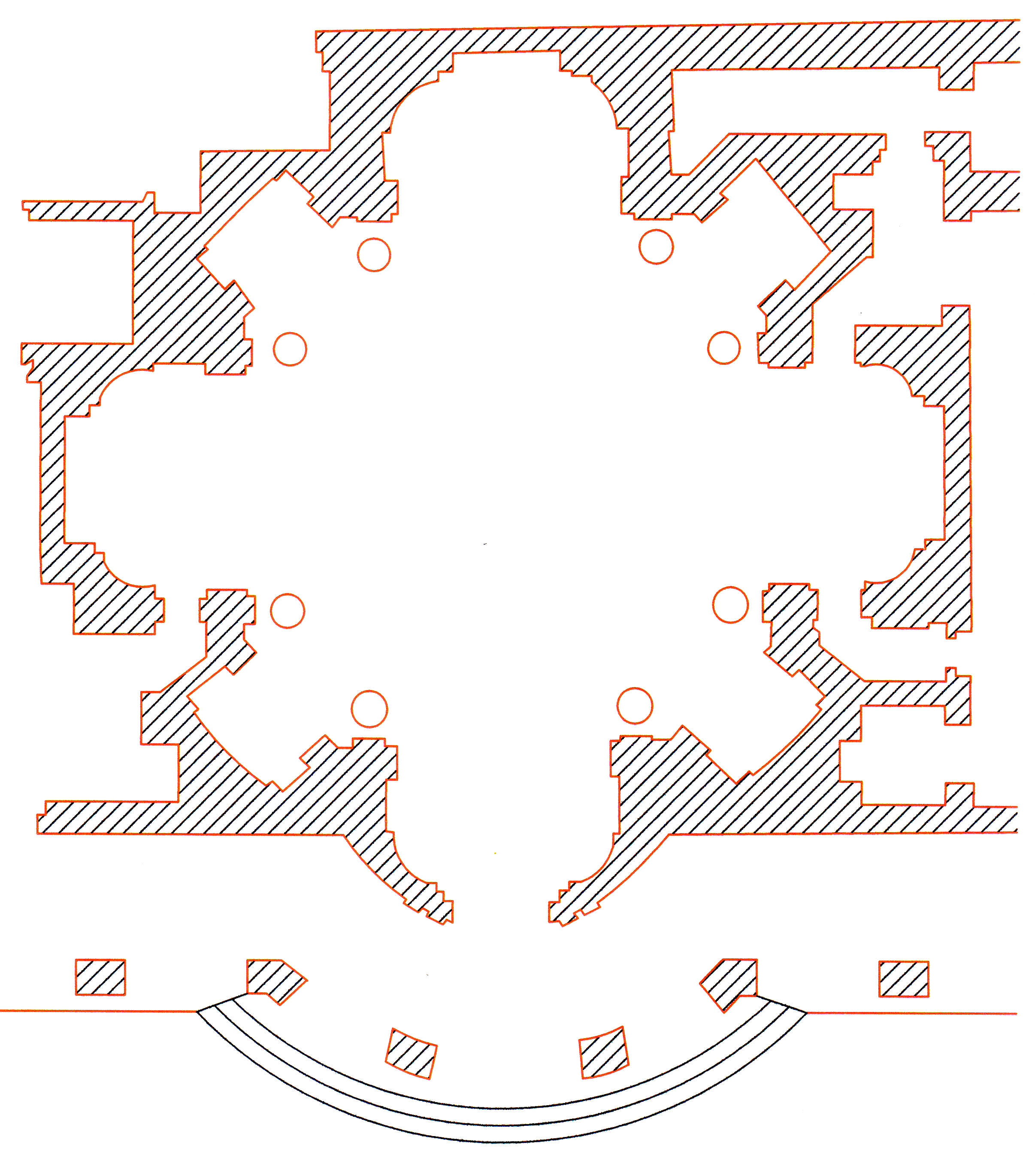
Plan de l'église Santa Maria Egiziaca a Pizzofalcone copié d'après le dessin de Cosimo Fanzago (Archives Historiques de Naples)

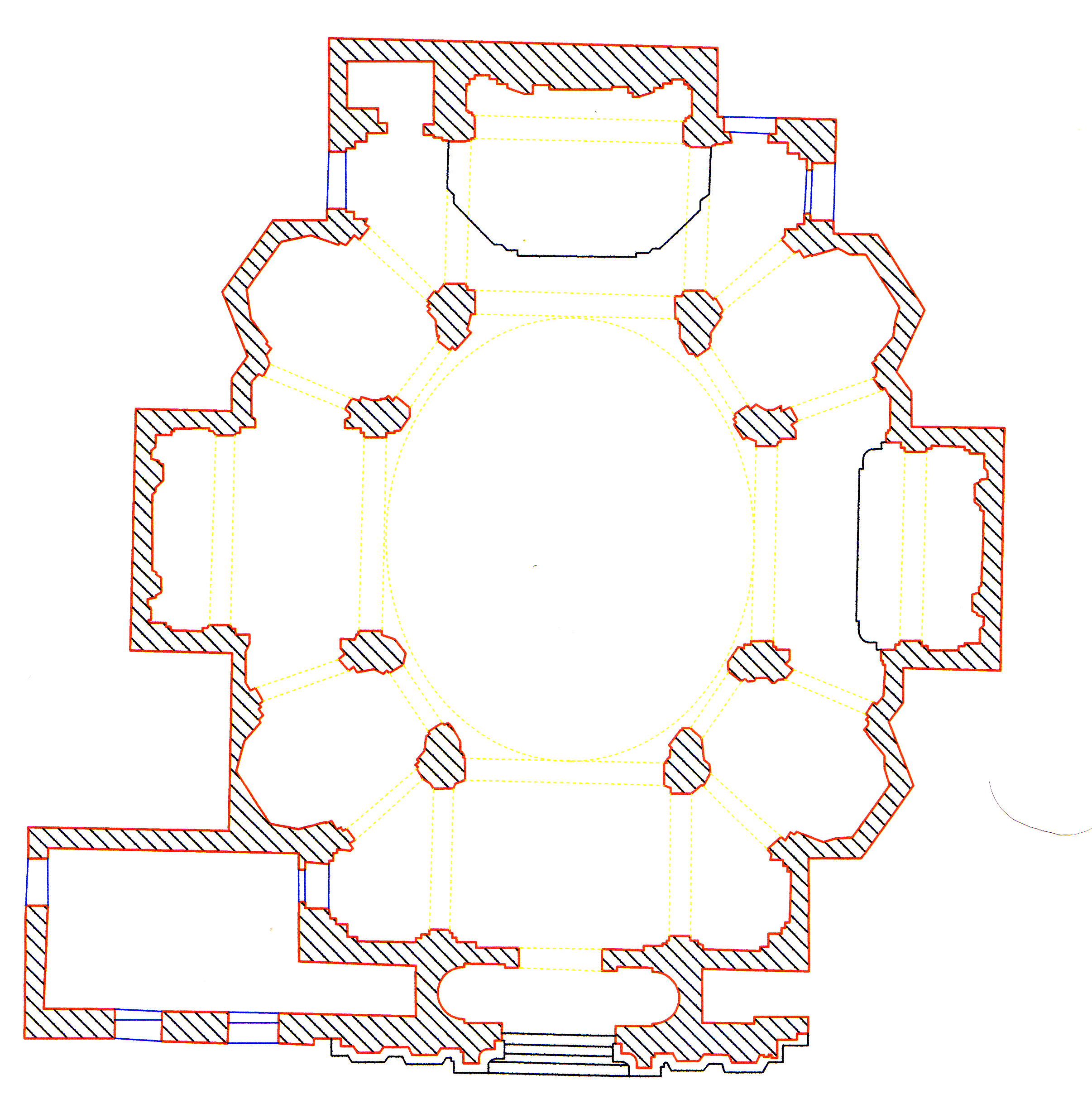
Plan de Domenico Antonio Vaccaro pour l'église Santa Maria della Concezione a Montecalvario.

De Cosimo Fanzago, on doit la conception originale de l'église San Sebastiano déjà citée. Celui-ci, cependant, est évincé à cause d'un chantier au point mort et des difficultés techniques que la construction rencontre (les ingénieurs Domenico Stigliola et Francesco Antonio Pepe l'ont accusé d'avoir conçu une église impossible à réaliser), et la direction de la construction est attribuée au frère Nuvolo. La conception originale de Fanzago présentait des problèmes à la couverture et à la coupole. Son plan était ovale et avait la particularité de mettre en évidence le chœur des religieuses, situé sur l'atrium d'entrée. Un plan similaire à celui de l'église de San Sebastiano se rencontre aussi dans l'église Collegiata di Santa Maria Assunta (it) à Ariccia, dessinée par Gian Lorenzo Bernini, mais le bâtiment napolitain se réfère à des études du XVIIe siècle de Baldassare Peruzzi et de Sebastiano Serlio. Cependant, les hauts et les bas du chantier ont conduit à la création d'un dôme supporté par un tambour, probablement non prévu initialement.
D'autres architectes se sont relayés à la réalisation de San Sebastiano et ont terminé les travaux dans les années 1670. En plus de Fanzago et de Nuvolo, sont intervenus Pietro de Marino, Francesco Antonio Picchiatti et Dionisio Lazzari, ce qui lui inspirera plus tard l'ovale de l'église Santa Maria Egiziaca a Forcella. En tout cas, après les tremblements de terre qui ont eu lieu au XVIIe siècle, le dôme de Saint-Sébastien, gravement endommagé, est allégé en lui enlevant huit colonnes et huit piliers, et l'on procède à la rénovation de la coupole. Un rapport sur l'état de la coupole a été rédigé au XVIIIe siècle par Francesco Solimena, Giovan Battista Nauclerio, Ferdinando Sanfelice, Muzio Nauclerio et Gennaro Papa.
Entre la seconde moitié du XVIIe siècle et le XVIIIe siècle se développent les plans octogonaux et en forme de lys. Un excellent exemple de schéma de type octogonal est l'église Santa Maria Egiziaca a Pizzofalcone, créée par Cosimo Fanzago juste avant son séjour à Rome et mis en pratique dans les années 1660. Il s'agit d'un modèle très cher à Fanzago, qui a conçu de nombreuses églises se référant à ses plans octogonaux. Les plans en lys sont l'évolution au XVIIe siècle des schémas octogonaux. Un exemple important de ce type se voit dans l'église Santa Maria della Concezione a Montecalvario de Domenico Antonio Vaccaro. Ici, les petites chapelles, dans les coins, sont établies en anneau, tandis que les transepts servent de chapelles principales. Sur ce modèle, l'on distingue l'infrastructure de l'église Santi Giovanni e Teresa, attribuée par certains à Domenico Antonio Vaccaro, à Angelo Carasale par d'autres.

#### La coupole

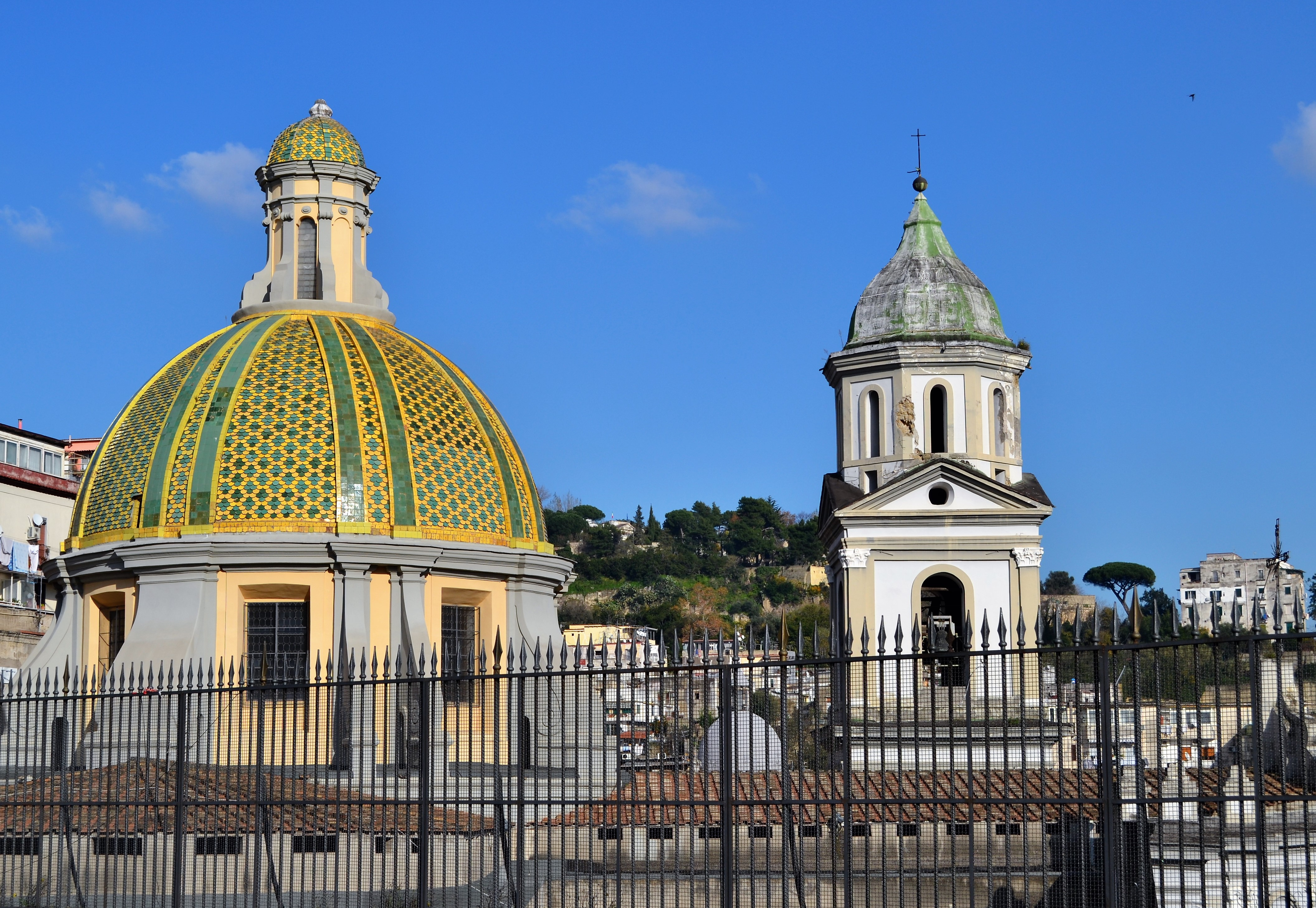
Coupole de la basilique della Sanità.

À Naples, la coupole date du XVIe siècle, mais au XVIIe et au XVIIIe siècle, on en a conçu en grand nombre, de toutes formes et couleurs. La coupole napolitaine est sous l'influence évidente des coupoles romaines, mais il convient de noter, que ceux de Naples sont de structure assez simples et ponctuées de petits tambours polygonaux et de lanternes extravagantes. Ils sont généralement recouverts avec du plomb, des tuiles, de l'asphalte bitumineux et de la peinture argentée.
Les premières coupoles baroques napolitaines ont été construites entre la fin du XVIe et le début du XVIIe siècle, grâce à l'habileté des architectes présents en ville. Parmi les premiers concepteurs, on trouve les jésuites Giuseppe Valeriano et Pietro Provedi (tous deux ont travaillé à la construction de la basilique du Gesù Vecchio), Giuseppe Nuvolo (qui a conçu les magnifiques coupoles de la basilique Santa Maria della Sanità et de l'église Santa Maria di Costantinopoli) et Francesco Grimaldi (qui a introduit les modèles romains dans la coupole de la Reale cappella del Tesoro di san Gennaro, où s'insèrent des matériaux locaux adaptés au projet de style romain).
D'autres exemples, du début du XVIIe siècle, sont dus à Bartolomeo Picchiatti, auteur de la coupole de l'église San Giorgio dei Genovesi. Un autre architecte à mentionner est Giovan Giacomo di Conforto qui a conçu la magnifique coupole de l'église des Santi Apostoli.

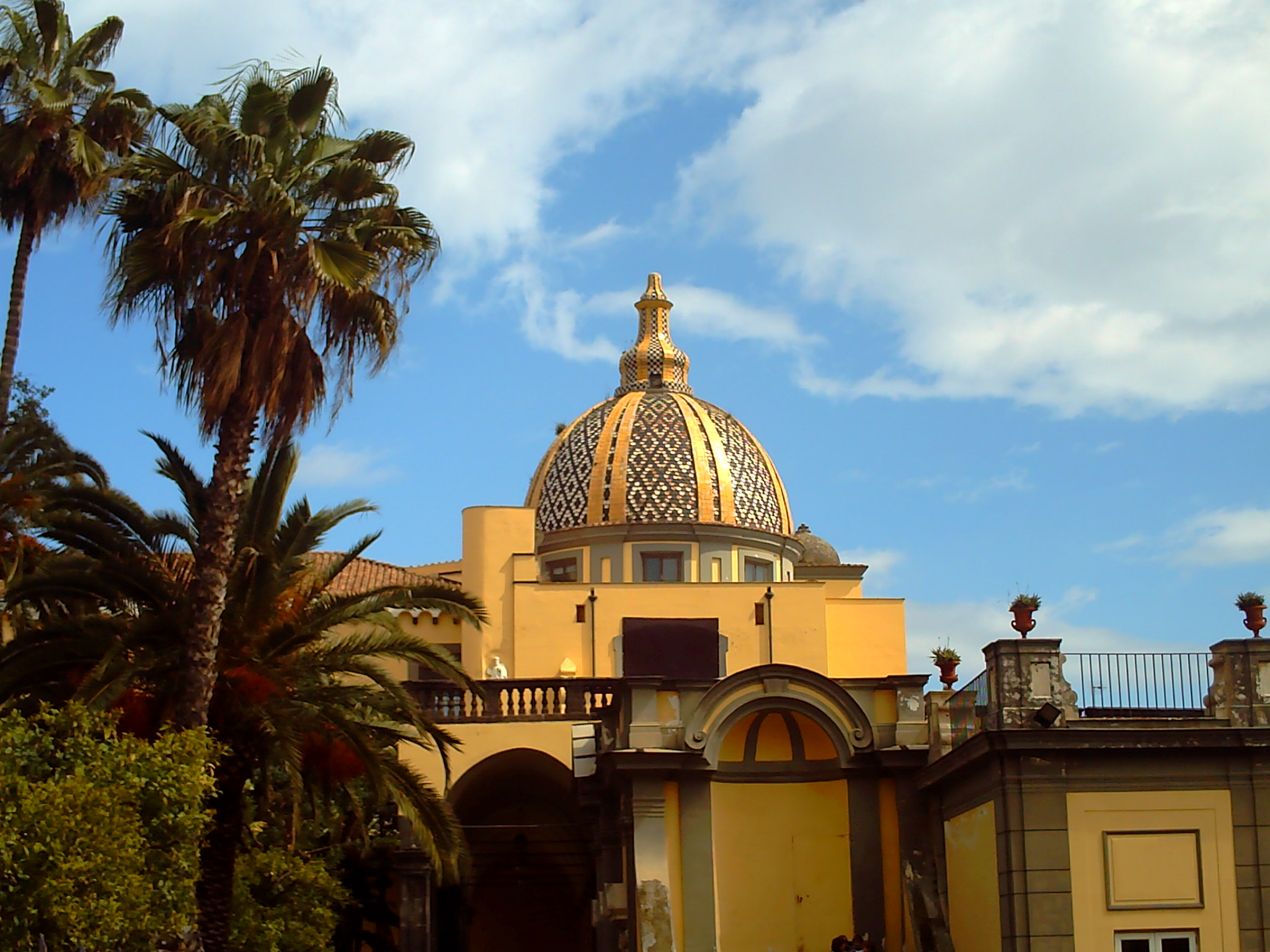
Coupole de l', Pietro d'Apuzzo

Les coupoles les plus importantes datent du milieu du XVIIe siècle, entre 1630 et 1660. Durant cette période, la personnalité la plus en vue est Cosimo Fanzago, artiste incontesté du XVIIe siècle à Naples. Il a réalisé quelques-unes des plus belles coupoles, telles que celles de l'église San Ferdinando, de l'église Santa Maria in Portico, de l'église Santa Maria Maggiore alla Pietrasanta et d'autres encore. D'autres protagonistes des coupoles baroques sont Pietro de Marino, Pietro d'Apuzzo, Francesco Antonio Picchiatti et Dionisio Lazzari.
Dans la seconde moitié du siècle, d'autres architectes et ingénieurs ont participé à des projets de dômes gigantesques et parmi eux, Arcangelo Guglielmelli et Giovan Battista Nauclerio. Au premier est due la coupole de l'église Santa Maria del Rosario alle Pigne, avec une structure entièrement en tuf et pas en lapilli, de manière à rendre la structure plus légère.
Au XVIIIe siècle, les coupoles prennent une forme plus libre, même si, au début, apparaissent toujours des œuvres imprégnées du XVIIe siècle de Nauclerio et Gugliemelli. Dans les années vingt du XVIIIe siècle, cependant, Domenico Antonio Vaccaro est en pleine activité et l'auteur de nombreux édifices sacrés, et dont l'un de ses plus grands chefs-d'œuvre est l'église Santa Maria della Concezione a Montecalvario, avec une coupole elliptique, soutenue par des piliers angulaires ajourés.

### Articles liés
- Naples
- Baroque
- Architecture baroque
- École napolitaine de peinture
- Peinture napolitaine du XVIIe siècle

## Source
- (it) Cet article est partiellement ou en totalité issu de l’article de Wikipédia en italien intitulé « Barocco napoletano » (voir la liste des auteurs).